# 현대 스타렉스
현대 스타렉스(영어: Hyundai Starex)는 현대자동차에서 생산되었던 승용형 승합차이다.

## 1세대(A1)

### 스타렉스(1997년3월~2004년1월)

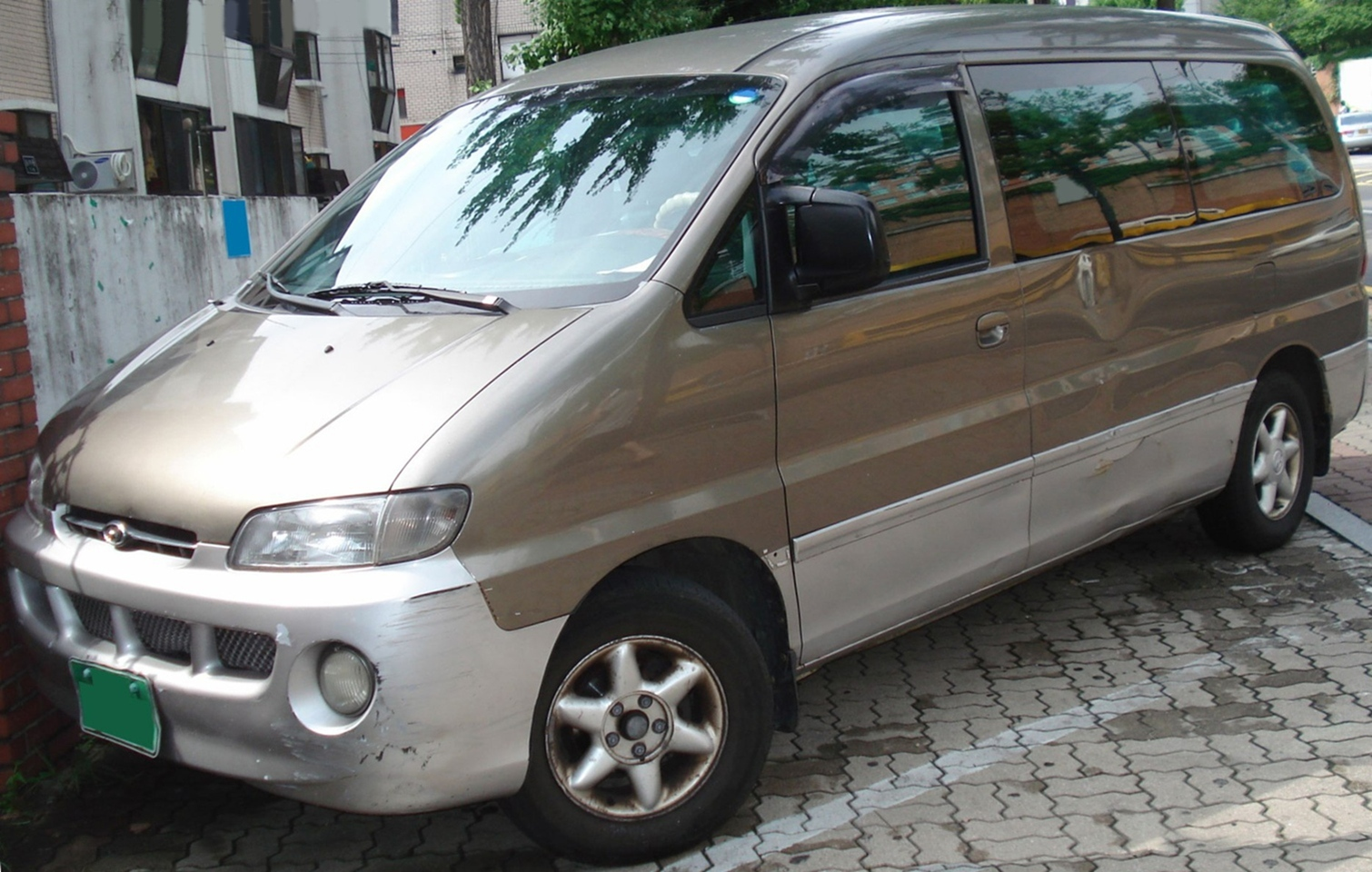
현대 스타렉스 (전기형) 정측면

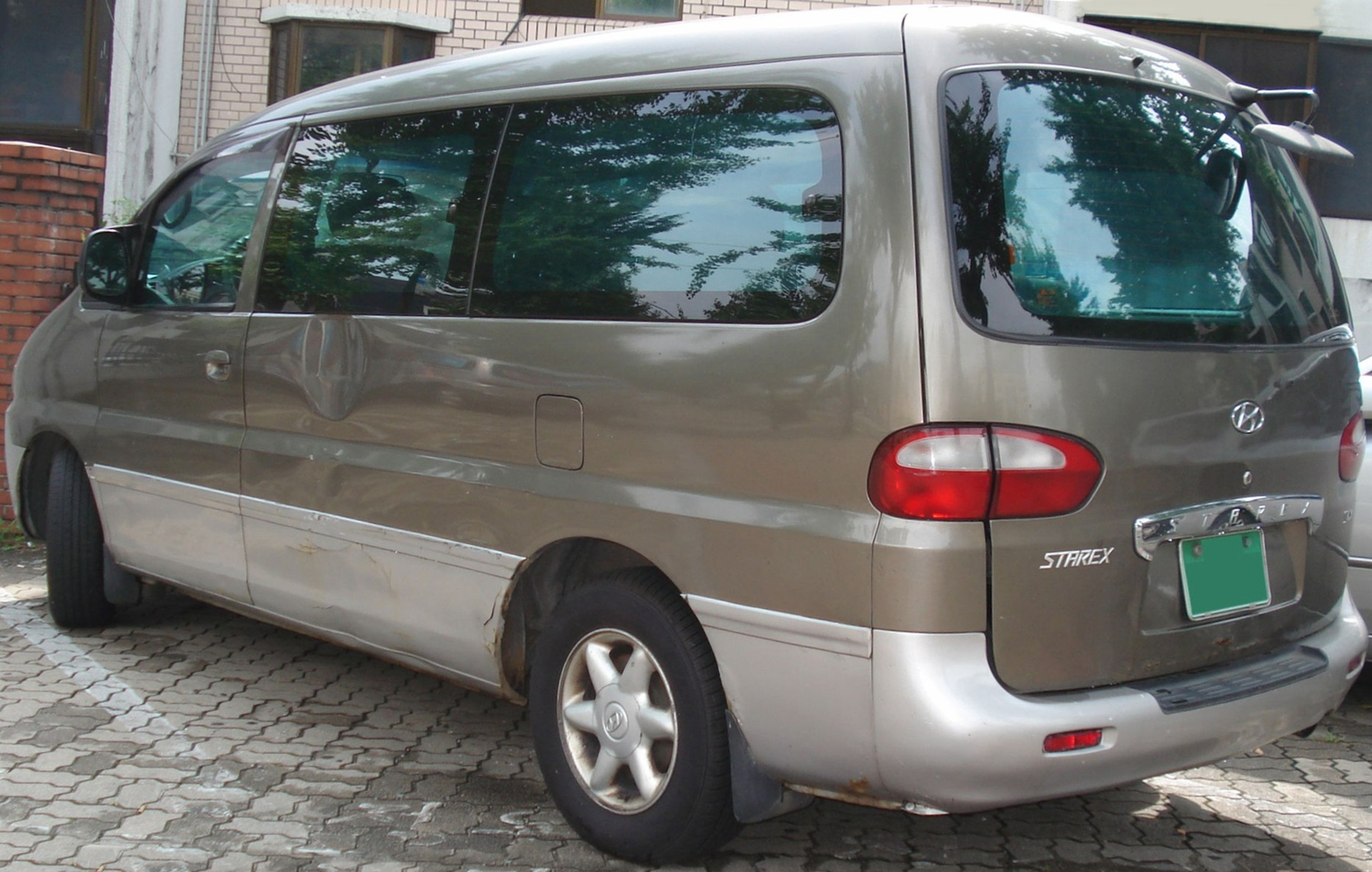
현대 스타렉스 (전기형) 후측면

1997년 3월에 출시되었다. 엔진을 앞쪽에 두어 정비성을 높였으며, 디자인은 미쓰비시 델리카 스페이스 기어의 것을 참고하였으나, 플랫폼은 현대자동차가 독자 개발하였다. 출시 당시 직렬 4기통 2.6ℓ 디젤 엔진(D4BB, 83마력)과 직렬 4기통 2.5ℓ 터보 디젤 엔진(D4BF, 85마력), 직렬 4기통 2.4ℓ LPG 엔진(L4CS, 100마력), 직렬 4기통 2.4ℓ 가솔린 엔진(G4CS, 118마력)으로 4가지의 엔진과 5단 수동변속기,  일본 아이신 社의 4단 자동변속기로 2가지의 변속기가 적용되었다. 바디 타입은 RV(숏 바디)와 점보(롱 바디)로 2가지가 있다. 국산 소형 승합차 최초로 에어백과 ABS, CD 플레이어 내장 오디오, 선루프, 루프 캐리어 등이 적용되었다. 당시 7인승, 9인승, 11인승, 12인승 등 4가지의 시트 배열과 SV, SVX, HSV 등 3가지의 라인업이 있었다. 1998년에는 3인승 밴과 6인승 밴, 4륜구동이 추가되었고 기존의 고급 모델인 HSV를 대체하는 CLUB을 내놓았다. AV 및 내비게이션 헤드 유닛과 우드 그레인이 적용된 것도 이 때부터였다. 2000년 1월 10일에는 라디에이터 그릴과 리어 콤비네이션 램프, 리어 가니시, 휠 디자인, 시트 패턴 등이 변경되었고 V형 6기통 3.0ℓ LPG 엔진(L6AT, 135마력)과 기존의 디젤 엔진을 대체하는 직렬 4기통 2.5ℓ TCI 엔진(D4BH, 103마력)이 추가되었으며, 2001년에는 컨버전 밴인 리무진이 공개되었고 이듬해부터 판매되기 시작하였다. 2002년에는 직렬 4기통 2.5ℓ CRDI 디젤 엔진(D4CB, 145마력)이 추가되었으며, 알루미늄 휠의 디자인이 한 번 더 변경되었다. 해외 시장용 명칭은 H-1이었으며, 아시아와 유럽 등에 위치한 여러 국가에 수출되었다. 북아메리카 시장의 경우, 미국에서는 배기가스 기준에 미달하여 수출되지 못하였으나, 캐나다에서는 일부 물량이 유입되어 운행되었다.

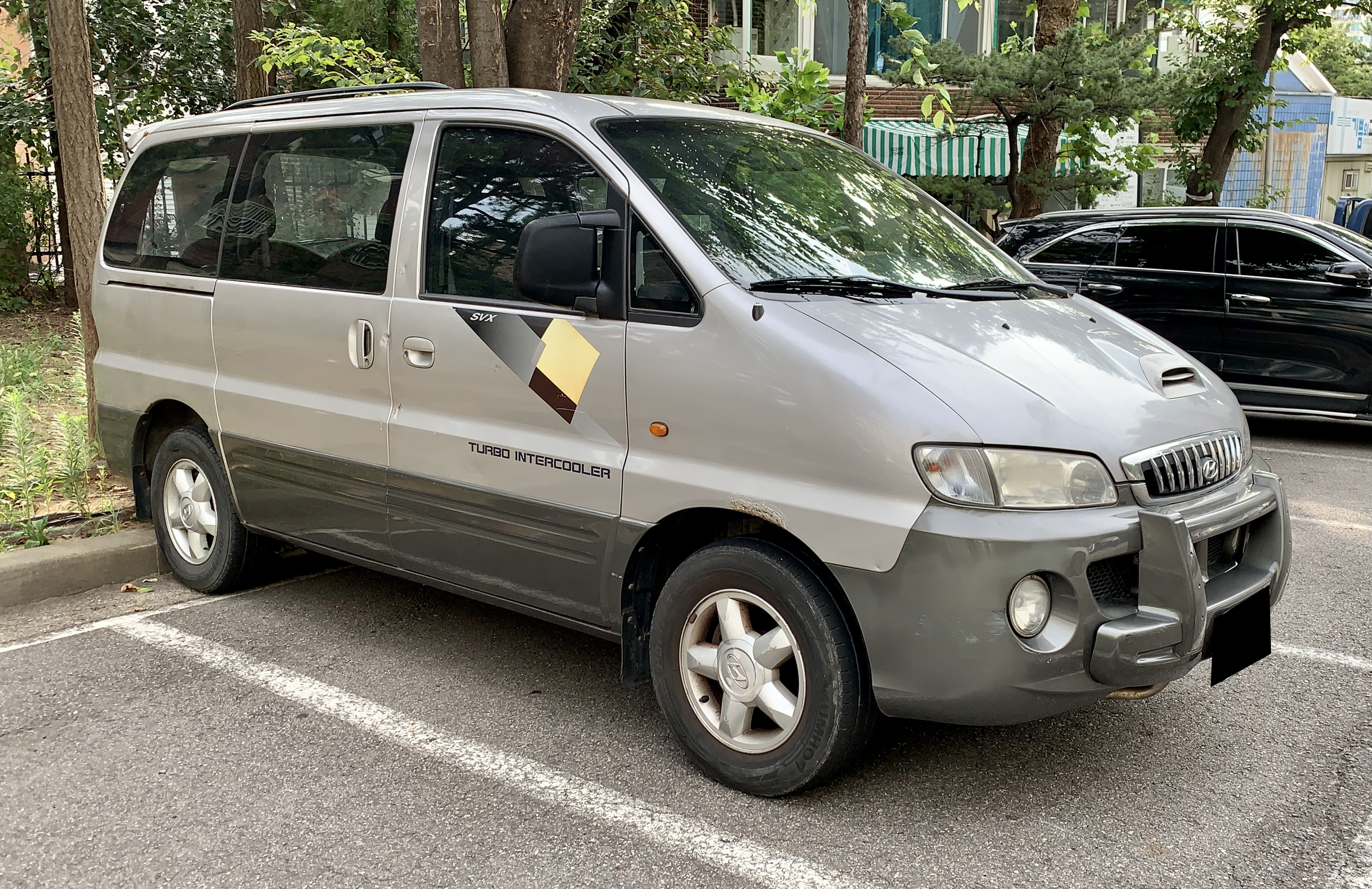
현대 스타렉스 (후기형) 정측면
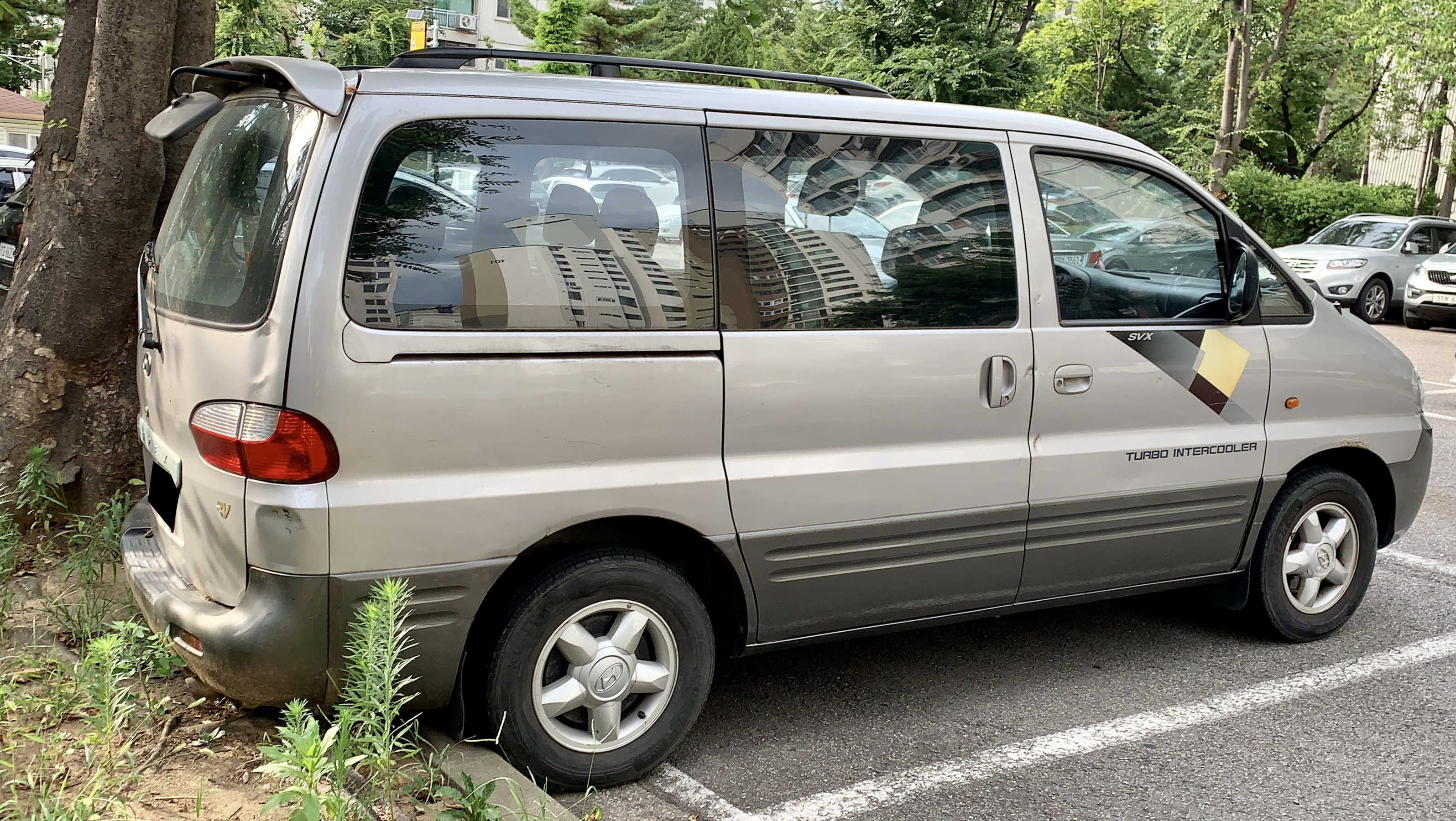
현대 스타렉스 (후기형) 후측면

#### 제원(전기형)
| 구분                 | 2.6ℓ 디젤 2WD/4WD                        | 2.4ℓ 가솔린 2WD/4WD                      | 2.4ℓ LPG 2WD/4WD                         |
| -------------------- | ---------------------------------------- | ---------------------------------------- | ---------------------------------------- |
| 전장 (mm)            | 4,695(RV 왜건) 5,035(점보 왜건, 점보 밴) | 4,695(RV 왜건) 5,035(점보 왜건, 점보 밴) | 4,695(RV 왜건) 5,035(점보 왜건, 점보 밴) |
| 전폭 (mm)            | 1,820                                    | 1,820                                    | 1,820                                    |
| 전고 (mm)            | 1,880(RV 왜건) 1,965(점보 왜건, 점보 밴) | 1,880(RV 왜건) 1,965(점보 왜건, 점보 밴) | 1,880(RV 왜건) 1,965(점보 왜건, 점보 밴) |
| 축거 (mm)            | 2,810(RV 왜건)/3,080(점보 왜건, 점보 밴) | 2,810(RV 왜건)/3,080(점보 왜건, 점보 밴) | 2,810(RV 왜건)/3,080(점보 왜건, 점보 밴) |
| 윤거 (전, mm)        | 1,570                                    | 1,570                                    | 1,570                                    |
| 윤거 (후, mm)        | 1,545(RV 왜건, 점보 왜건, 점보 밴)       | 1,545(RV 왜건, 점보 왜건, 점보 밴)       | 1,545(RV 왜건, 점보 왜건, 점보 밴)       |
| 승차 정원            | 3명(밴)/6명(밴)/7명/9명/11명/12명        | 3명(밴)/6명(밴)/7명/9명/11명/12명        | 3명(밴)/6명(밴)/7명/9명/11명/12명        |
| 변속기               | 수동 5단 자동 4단                        | 수동 5단 자동 4단                        | 수동 5단 자동 4단                        |
| 구동 형식            | 후륜구동/4륜구동                         | 후륜구동/4륜구동                         | 후륜구동/4륜구동                         |
| 연료                 | 디젤                                     | 가솔린                                   | LPG                                      |
| 배기량 (cc)          | 2,607                                    | 2,351                                    | 2,351                                    |
| 최고 출력 (ps/rpm)   | 83/4,000                                 | 118/4,500                                | 100/4,000                                |
| 최대 토크 (kg*m/rpm) | 17.0/2,200                               | 19.8/2,500                               | 18.3/2,000                               |
| 연비 (km/ℓ)          |                                          |                                          |                                          |

#### 제원(후기형)
- 전장(mm) : 4,695(RV 왜건)/4,755(RV 왜건 4WD)/4,855(RV 왜건 범퍼가드 적용시)/5,035(점보 왜건, 점보 밴)/5,135(점보 왜건 범퍼가드 적용시)
- 전폭(mm) : 1,820/1,840(사이드 가니시 적용시)
- 전고(mm) : 1,885(RV 왜건)/2,080(RV 왜건 루프랙 적용시)/1,995(RV 왜건 4WD)/2,185(RV 왜건 4WD 루프랙 적용시)/1,970(점보 왜건)/1,980(점보 밴)
- 축거(mm) : 2,810(RV 왜건)/3,080(점보 왜건, 점보 밴)
- 윤거(전, mm) : 1,570(RV 왜건, 점보 왜건, 점보 밴)/1,565(RV 왜건 4WD)
- 윤거(후, mm) : 1,545(RV 왜건, 점보 왜건, 점보 밴)/1,560(RV 왜건 4WD)
- 승차정원 : 3명(밴)/6명(밴)/7명/9명/11명/12명
- 변속기 : 수동 5단/자동 4단
- 구동 형식 : 후륜구동/4륜구동

| 구분               | 2.5 TCI | 2.5 CRDI | V6 3.0 LPG |
| ------------------ | --- | --- | --- |
| 연료               | 디젤 | 디젤 | LPG |
| 배기량(cc)         | 2,476 | 2,497 | 2,972 |
| 최고출력(ps/rpm)   | 103 | 145 | 135 |
| 최고속도(km/h)     | 149(RV 2WD)/135(RV 4WD) | 165(RV 2WD/RV 4WD)/164(점보 2WD) | 154(RV 2WD/점보 2WD) |
| 최대토크(kg*m/rpm) | 24.0 | 33.0 | 23.0 |
| 연비(km/l)         | 9.7(RV 7/9인승 왜건 수동)/ 9.0(RV 7/9인승 왜건 자동) 9.0(RV 7/9인승 왜건 4WD 수동)/ 8.5(RV 7/9인승 왜건 4WD 자동) 9.7(점보 9인승 왜건 수동)/ 8.9(점보 9인승 왜건 자동) 9.7(점보 11/12인승 왜건 수동)/ 8.5(점보 11/12인승 왜건 자동) 9.7(점보 3인승 밴 수동)/ 9.3(점보 3인승 밴 자동) 10.1(점보 6인승 밴 수동)/ 9.2(점보 6인승 밴 자동) | 11.7(RV 7/9인승 왜건 수동)/ (이후 11.1으로 변경)/ 10.6(RV 7/9인승 왜건 자동) 10.6(RV 7/9인승 왜건 4WD 수동) 11.9(점보 9인승 왜건 수동)/ 10.5(점보 9인승 왜건 자동) 10.7(점보 11/12인승 왜건 수동)/ 10.1(점보 11/12인승 왜건 자동) 11.3(점보 3인승 밴 수동)/ 10.7(점보 3인승 밴 자동) | 7.0(RV 9인승 왜건 수동)/ 6.2(RV 9인승 왜건 자동)/ (이후 5.2으로 변경)/ 7.0(점보 9인승 왜건 수동)/ 6.2(점보 9인승 왜건 자동)/ (이후 5.2으로 변경)/ 6.1(점보 11/12인승 왜건 수동)/ 5.8(점보 11/12인승 왜건 자동) 6.4(점보 3인승 밴 수동)/ 6.9(점보 3인승 밴 자동) 6.5(점보 6인승 밴 수동)/ 5.9(점보 6인승 밴 자동) |

### 뉴 스타렉스(2004년1월~2007년5월)

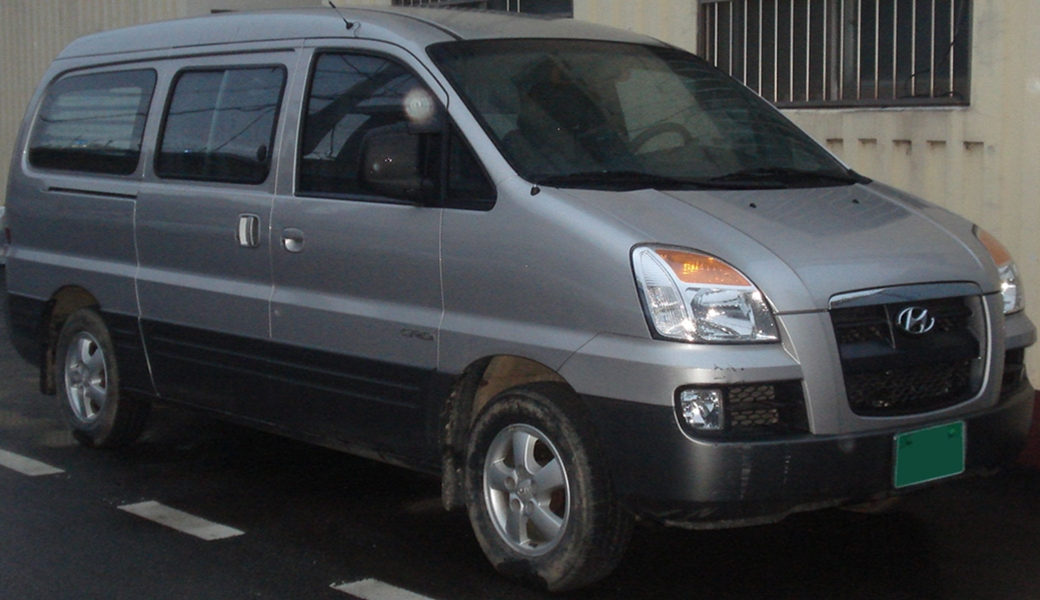
현대 뉴 스타렉스 (전기형) 정측면

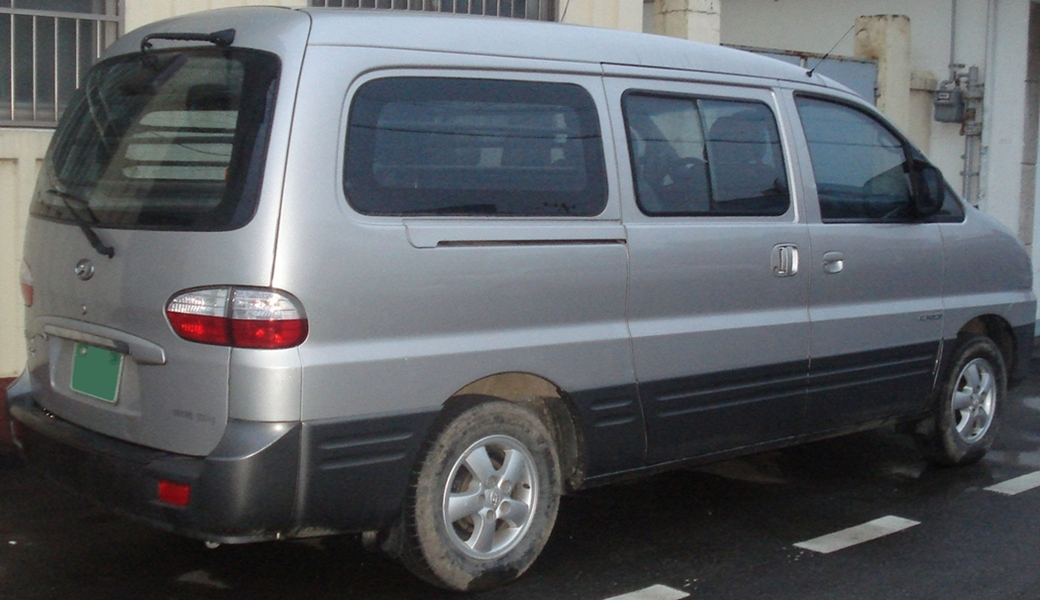
현대 뉴 스타렉스 (전기형) 후측면

2004년 1월에 출시되었다. 운전석 에어백이 모든 모델에 기본으로 적용되었으며, CLUB의 고급 모델인 GOLD도 추가되었다. 또한, 점보 밴 외에 RV 밴이 추가되었고 리무진에도 4륜구동이 추가되었다. 그리고 비슷한 시기에 그레이스가 단종됨에 따라 11/12인승 왜건이 주력 모델로 서게 되었다. 2005년 7월에는 신규 디자인의 라디에이터 그릴이 적용된 2006년형이 출시되었다.

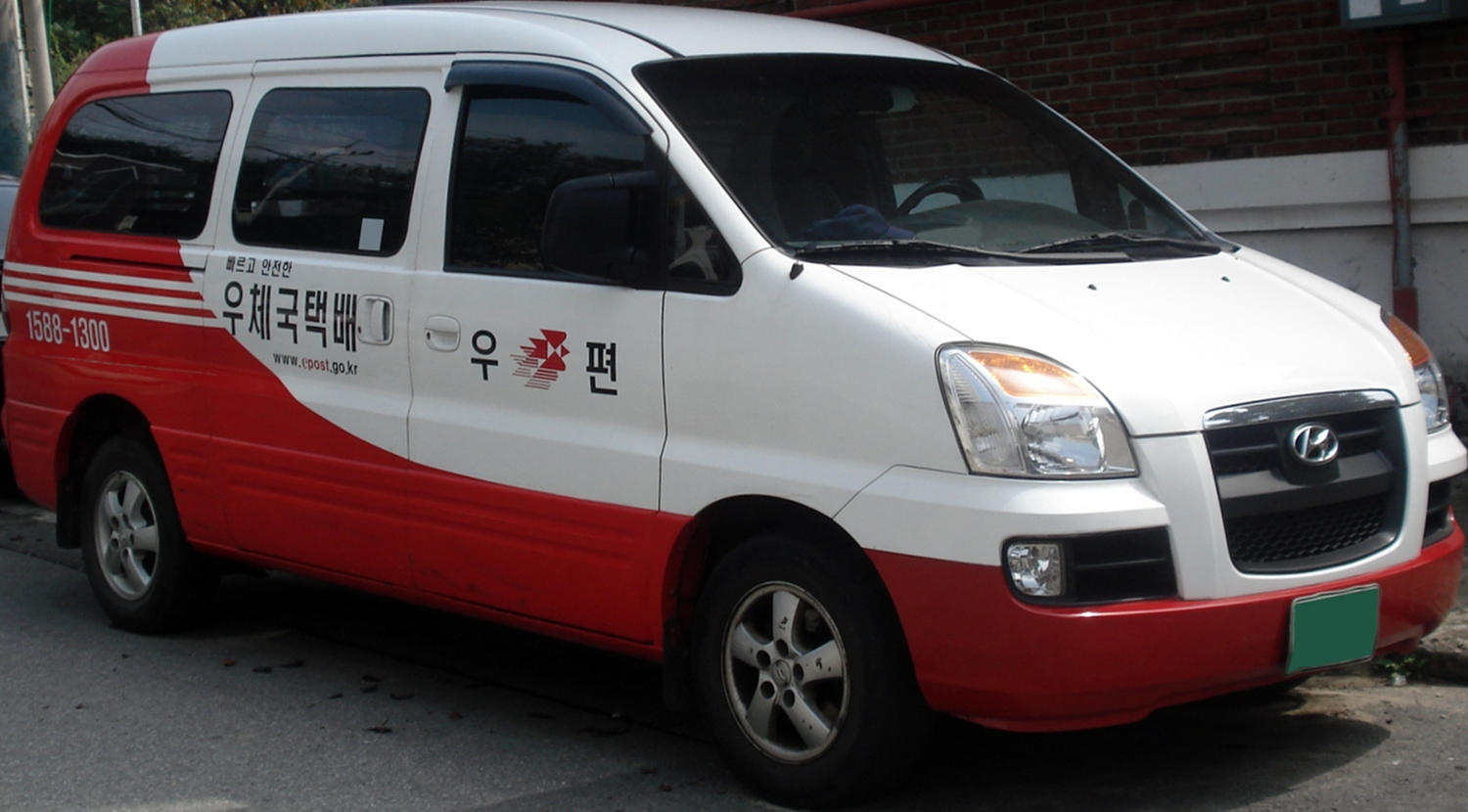
현대 뉴 스타렉스 우편차 (전기형) 정측면
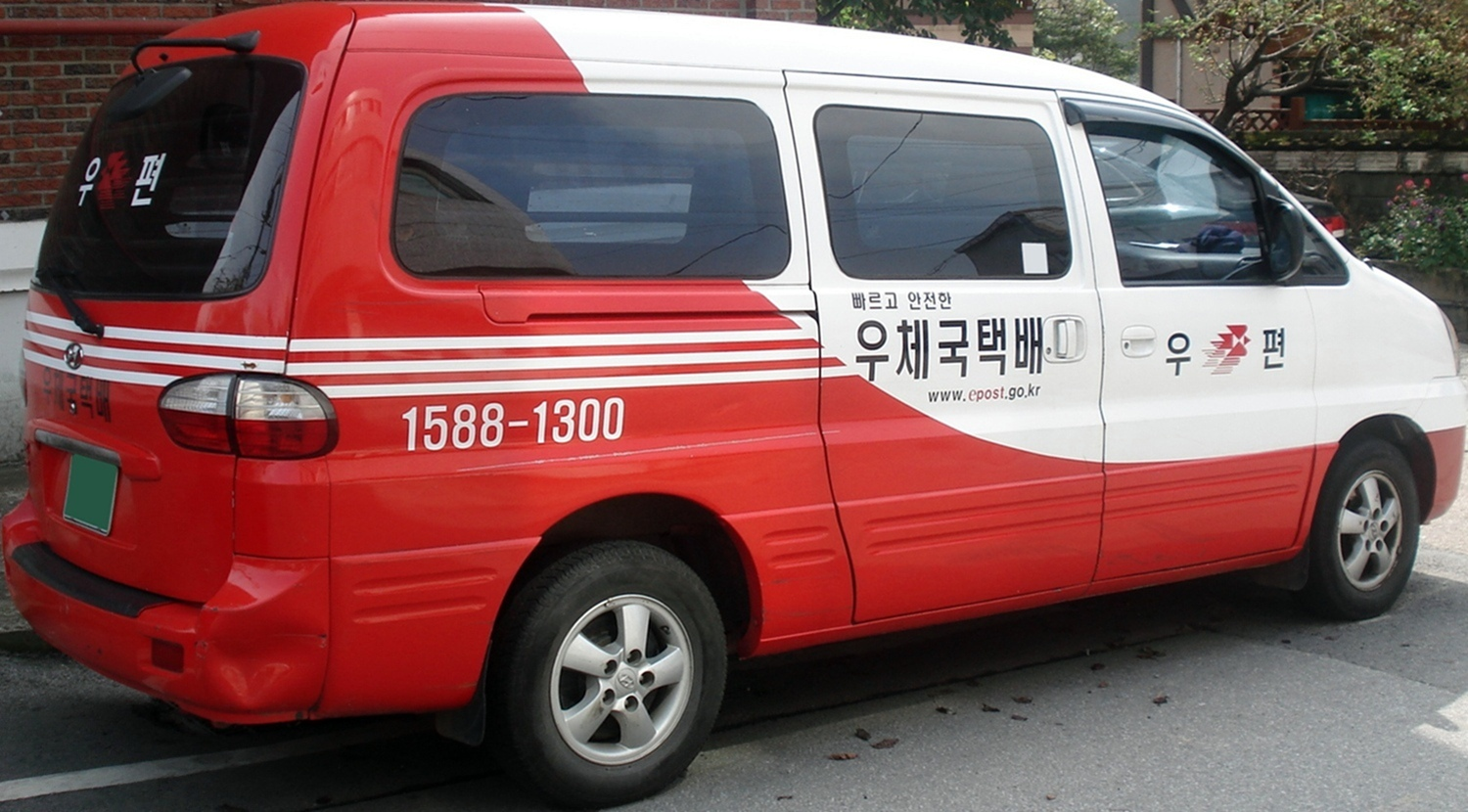
현대 뉴 스타렉스 우편차 (전기형) 후측면
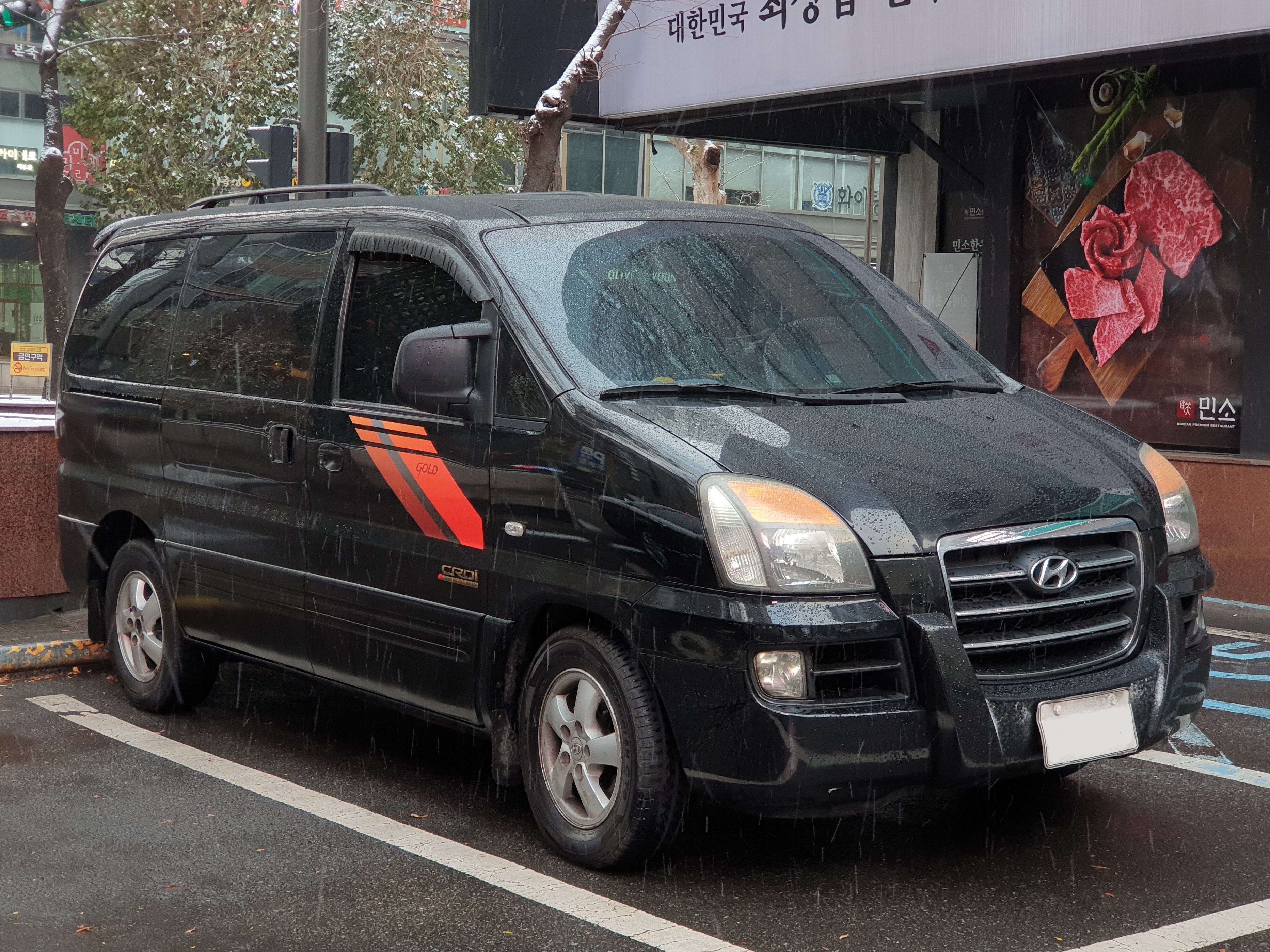
현대 뉴 스타렉스 (후기형) 정측면
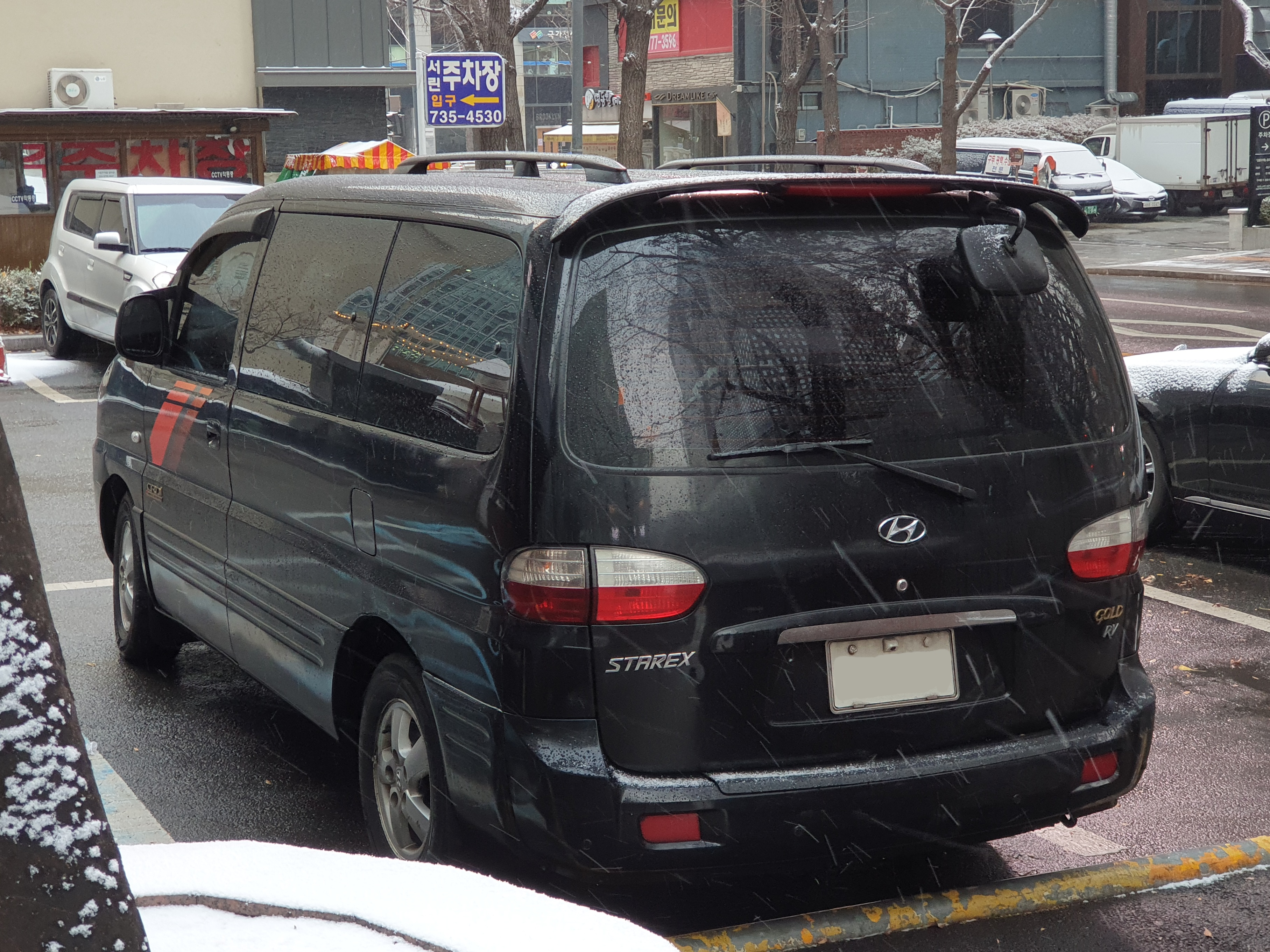
현대 뉴 스타렉스 (후기형) 후측면

#### 제원
- 전장(mm) : 4,695(RV 왜건, RV 밴)/4,815(2004년~2005년 RV 왜건 범퍼가드 적용시)/4,765(2005년~2007년 RV 왜건 범퍼가드 적용시)/4,825(2004년~2005년 RV 왜건 4WD)/4,835(2005년~2007년 RV 왜건 4WD)/5,035(점보 왜건, 점보 밴)/5,095(2004년~2005년 점보 왜건 범퍼가드 적용시)/5,105(2005년~2007년 점보 왜건 범퍼가드 적용시)
- 전폭(mm) : 1,820/1,840(사이드 가니시 적용시)
- 전고(mm) : 1,885(RV 왜건, RV 밴)/2,080(2004년~2005년 RV 왜건 루프랙 적용시)/1,930(2005년~2007년 RV 왜건 루프랙 적용시)/1,995(2004년~2005년 RV 왜건 4WD)/2,185(2004년~2005년 RV 왜건 4WD 루프랙 적용시)/2,040(2005년~2007년 RV 왜건 4WD)/1,900(RV 밴)/1,970(점보 왜건)/1,980(점보 밴)
- 축거(mm) : 2,810(RV 왜건, RV 밴)/3,080(점보 왜건, 점보 밴)
- 윤거(전, mm) : 1,570(RV 왜건, RV 밴, 점보 왜건, 점보 밴)/1,565(RV 왜건 4WD)
- 윤거(후, mm) : 1,545(RV 왜건, RV 밴, 점보 왜건, 점보 밴)/1,560(RV 왜건 4WD)
- 승차정원 : 3명(밴)/6명(밴)/7명/9명/11명/12명
- 변속기 : 수동 5단/자동 4단
- 구동 형식 : 후륜구동/4륜구동

| 구분               | 2.5 TCI | 2.5 CRDI |
| ------------------ | --- | --- |
| 연료               | 디젤 | 디젤 |
| 배기량(cc)         | 2,476 | 2,497 |
| 최고출력(ps/rpm)   | 103/3,800 | 145/3,800 |
| 최고속도(km/h)     | 149(RV 2WD/점보 2WD) | 165(RV 2WD/RV 4WD)/ 164(점보 2WD) |
| 최대토크(kg*m/rpm) | 24.0/2,000 | 33.0/2,000 |
| 연비(km/l)         | 10.6(RV 7/9인승 왜건 수동)/ 9.4(RV 7/9인승 왜건 자동) 10.8(RV 3인승 밴 수동)/ 9.8(RV 3인승 밴 자동) 10.6(점보 9인승 왜건 수동)/ 9.4(점보 9인승 왜건 자동) 9.9(점보 11/12인승 왜건 수동)/ 8.8(점보 11/12인승 왜건 자동) 10.6(점보 3/6인승 밴 수동)/ 9.3(점보 3/6인승 밴 자동) | 10.9(RV 7/9인승 왜건 수동)/ 10.0(RV 7/9인승 왜건 자동) 10.3(RV 7/9인승 왜건 4WD 수동)/ 8.9(RV 7/9인승 왜건 4WD 자동) 10.9(점보 9인승 왜건 수동)/ 10.0(점보 9인승 왜건 자동) 10.9(점보 11/12인승 왜건 수동)/ 10.0(점보 11/12인승 왜건 자동) 11.1(점보 3/6인승 밴 수동)/ 9.9(점보 3/6인승 밴 자동) |

## 2세대(TQ)

### 그랜드 스타렉스(2007년5월~2015년8월)

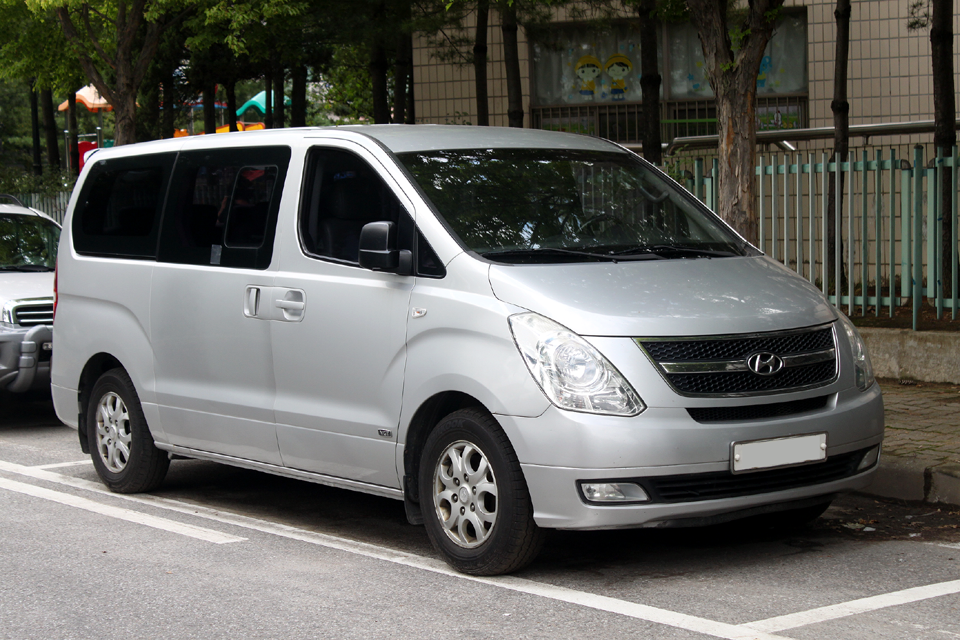
현대 그랜드 스타렉스 정측면

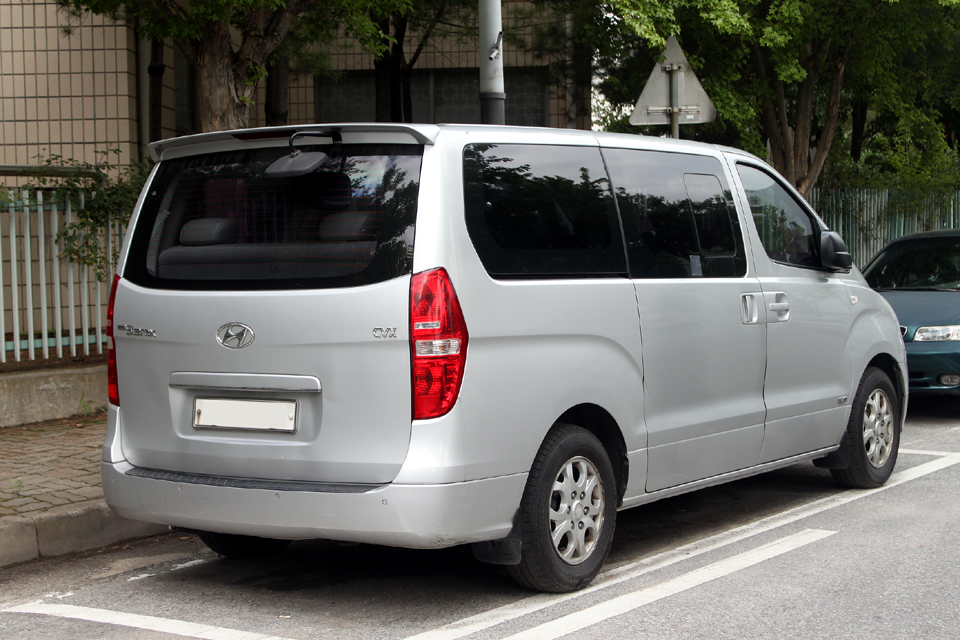
현대 그랜드 스타렉스 후측면

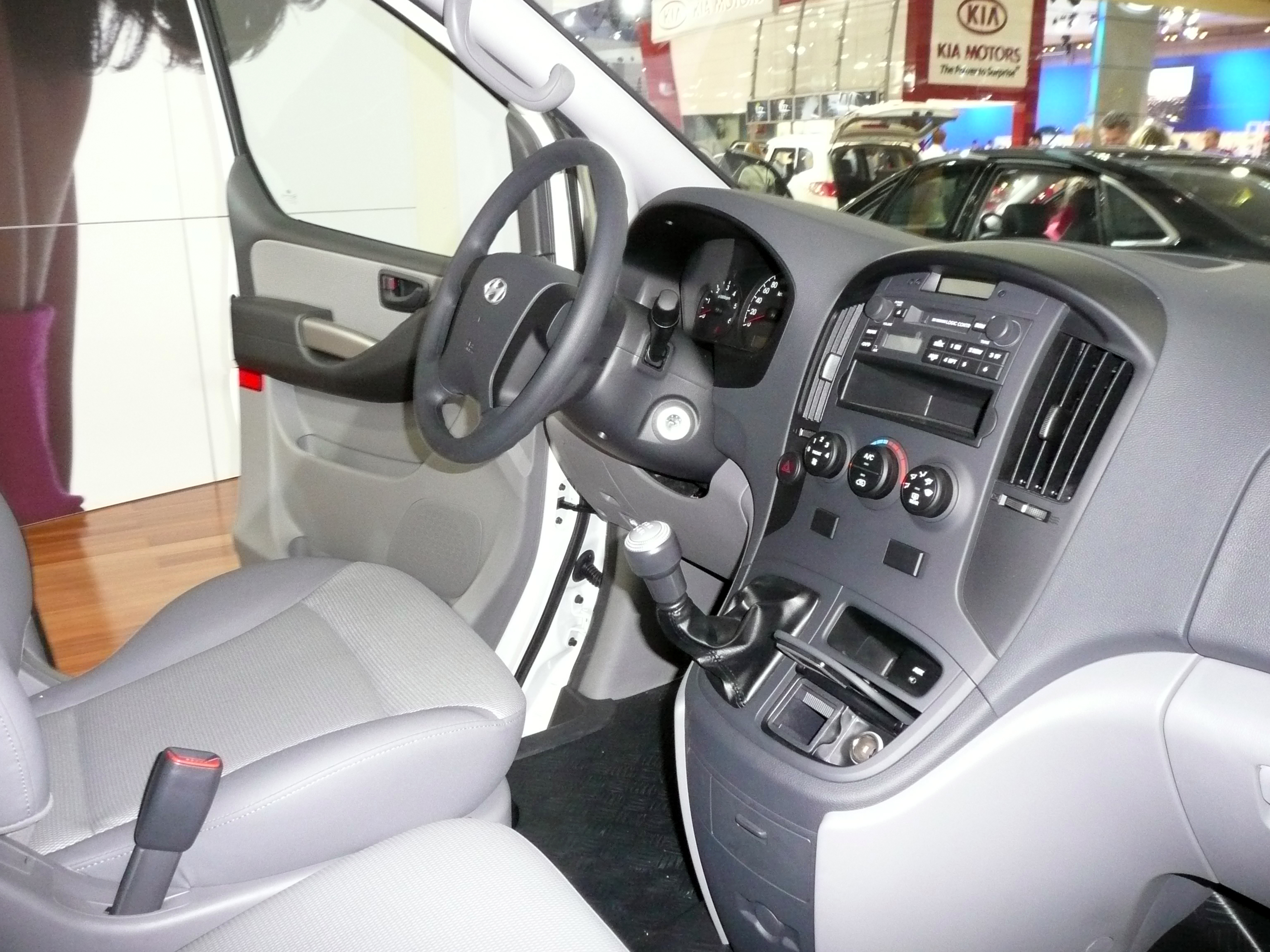
현대 그랜드 스타렉스 (전기형) 실내

2007년 4월에 열린 서울 모터쇼에서 처음 선보였으며, 당시 차명은 정해지지 않아 프로젝트명인 TQ로 출품되었다. 같은 해 5월 28일에 선보였다. 기아 쏘렌토(1세대)에 적용된 직렬 4기통 A 2.5ℓ 커먼레일 디젤 엔진이 장착되는데, 수동변속기 사양은 WGT(140마력)가 적용되고 자동변속기 사양에 VGT(170마력)가 적용된다. RV(숏 바디)와 점보(롱 바디)로 나뉘던 2가지의 바디 타입은 1가지로 통일되었다. 1세대 스타렉스에 있던 7,9인승과 4륜구동은 판매가 부진해 삭제되었으나, 4륜구동은 2013년 11월 11일에 부활하였다. 축거를 3,200mm까지 늘려서 넓은 실내 공간을 확보하였다. 기존 스타렉스는 오른쪽에만 슬라이딩 도어가 있으나, 그랜드 스타렉스는 양쪽에 슬라이딩 도어를 장착하여 실용성과 기동성을 높였다. 슬라이딩 도어에 플러시 글래스를 적용하여 깔끔한 미관을 완성하였고, 대한민국산 다목적 소형 상용 승합차 최초로 차량 자세 제어 장치(VDC)가 적용되어 안전성을 높였다. 크게 CVX, HVX 등 2가지 라인업이 있고, 특히 고급 트림인 HVX는 듀얼 선루프와 투톤 컬러가 기본으로 적용된다. 현재 대한민국에서 쏠라티와 함께 상용 승합차로 판매되고 있으며, 리무진과 구급차 등 특장차량은 충청북도 음성군에 위치한 특장차 업체인 성우모터스에서 개조한 후 재출고된다.
- 2007년 7월 23일은 컨버전 밴인 리무진을 비롯하여 앰뷸런스, 어린이 보호차, 냉동차, 장애인용 이지 무브 등 특장차가 시판되었다.
- 2008년 11월은 직렬 4기통 세타 2.4ℓ LPI 엔진이 추가되어 겨울철에도 시동이 잘 걸릴 수 있도록 하였다.
- 2011년 11월은 높아진 환경 기준 때문에 환경 규제를 만족시키지 못하여 2012년 1월 2일에 이를 만족시키는 디젤 엔진을 장착한 2012년형이 출시되었으며, 6단 수동변속기로 대체됐다. 4륜구동이 이 때 다시 출시됐다.
- 2012년 3월은 컨버전 밴인 리무진과 앰뷸런스가 재출시됐다. 리무진은 전용 우드 그레인과 휠이 변경됐고, 리어 에어 댐 추가, 실내 LED 램프 등 큰 변화가 있다. 그 외에 어린이 보호차, 냉동차, 장애인용 이지 무브 등 특장차가 다시 시판됐다. 특장차는 모두 5단 자동변속기가 기본 적용된다.
- 2013년 3월 13일은 자동 유압식 실린더를 적용한 팝업 루프가 내장된 캠핑 카를 선보였다.
- 2013년 8월 19일부터 승합차의 최고 속도 제한 장치가 의무 장착됨에 따라 밴을 제외한 왜건은 최고 속도가 110km/h에서 제한된다.
- 2013년 11월 11일에는 단종되었던 4륜구동이 추가되어 선택의 폭을 넓혔다.
- 2014년 5월 2일은 어린이 통학버스 사양이 15인승으로 변경되었는데, 좌석이 어린이의 체구에 맞게 재설계되었기 때문에 기존에 학원 등에서 통학차량으로 사용하던 그레이스, 프레지오 및 봉고3 코치, 그리고 이스타나 등 구형 15인승 차량을 완전히 대체하지 못한다.
- 2014년 12월 22일에 선보인 2015년형은 차체 자세 제어 장치(ESC)와 급제동 경보 시스템(ESS)과 타이어 공기압 경보 장치(TPMS)가 기본 적용되고, 에어로 타입 와이퍼가 신규 적용되었다. 또한 고객 선호도가 높은 플러시 글래스와 열선 스티어링 휠, 오토 라이트 컨트롤 등도 확대 적용되었다.

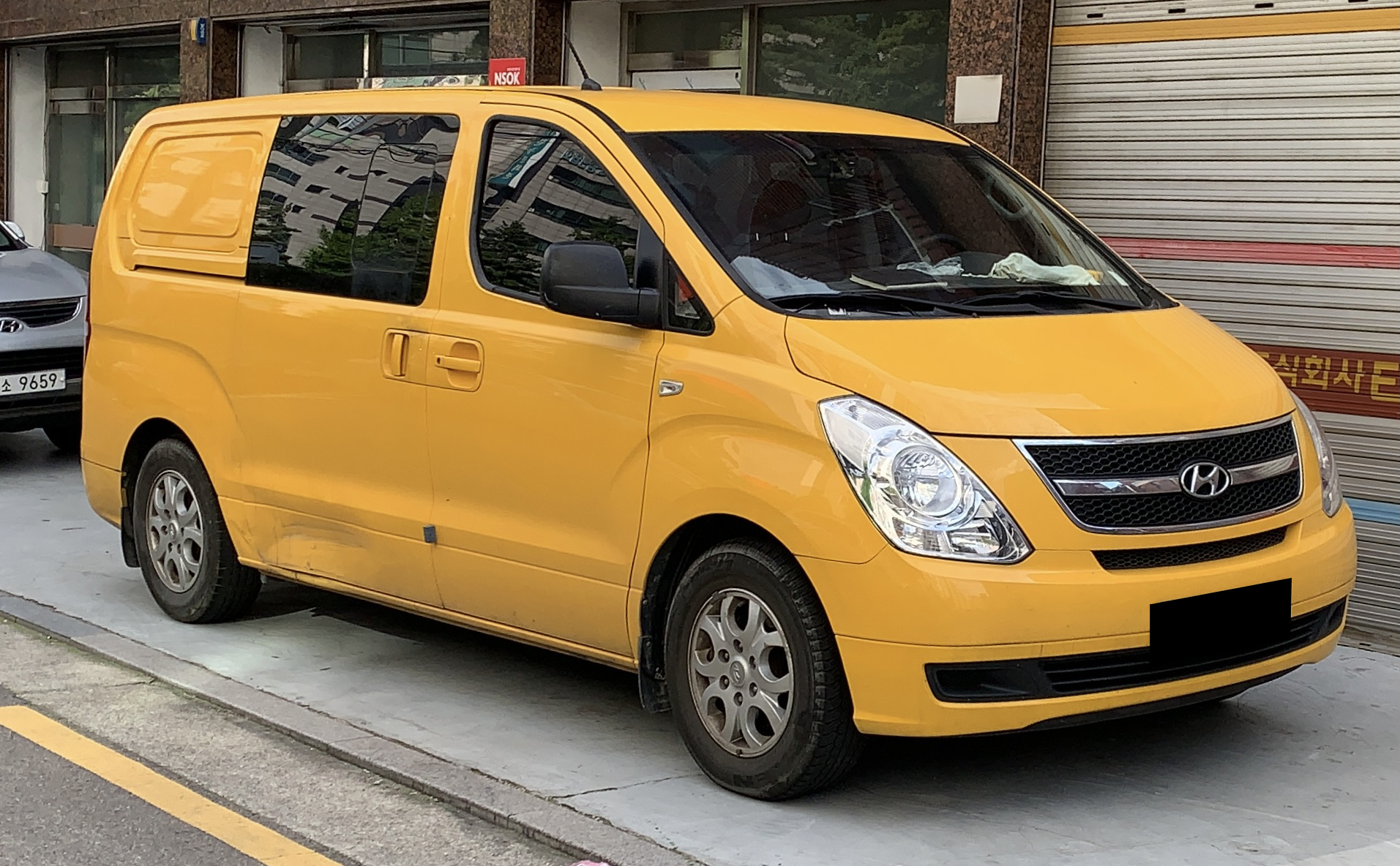
현대 그랜드 스타렉스 밴 정측면
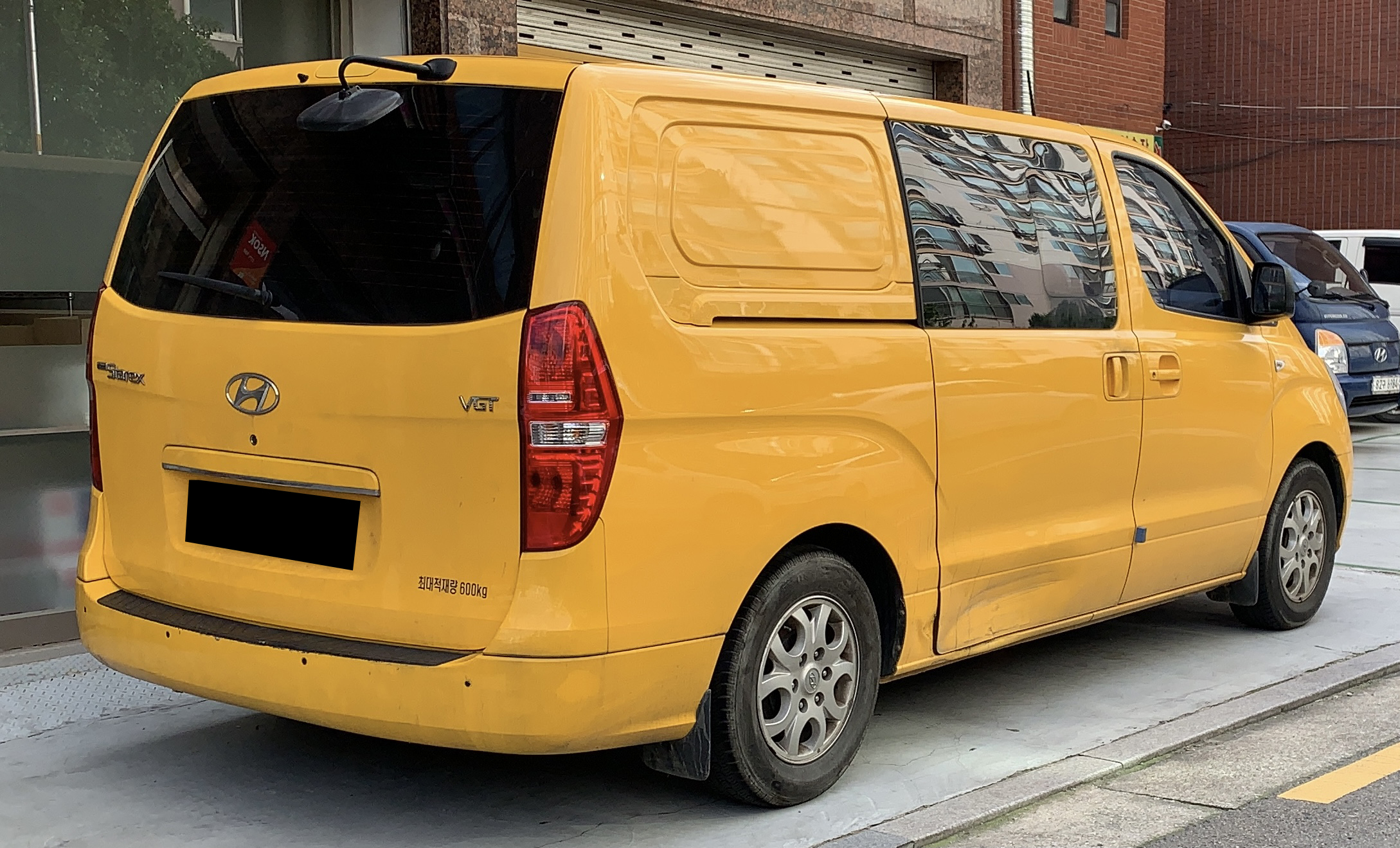
현대 그랜드 스타렉스 밴 후측면
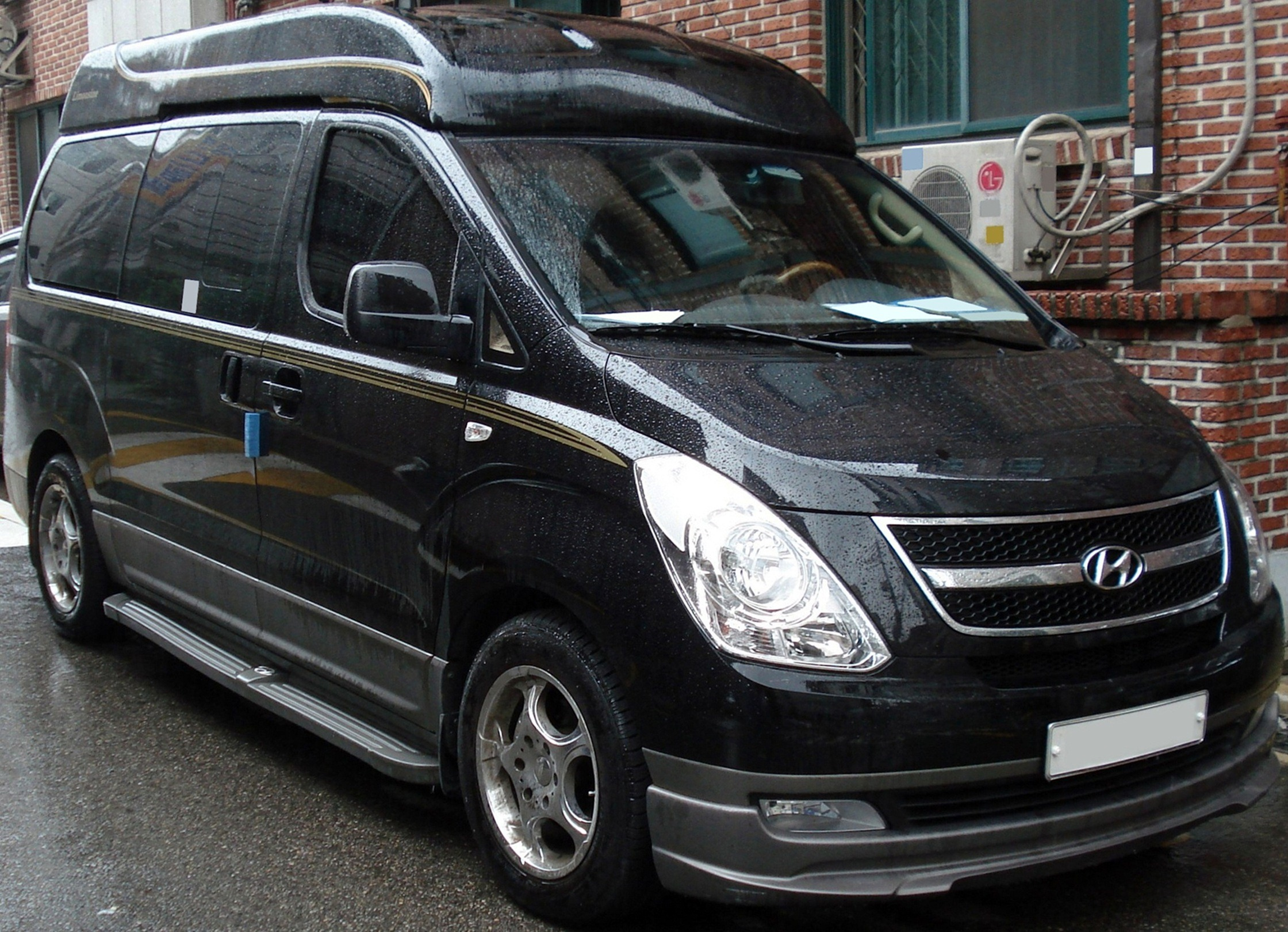
현대 그랜드 스타렉스 리무진 (전기형) 정측면
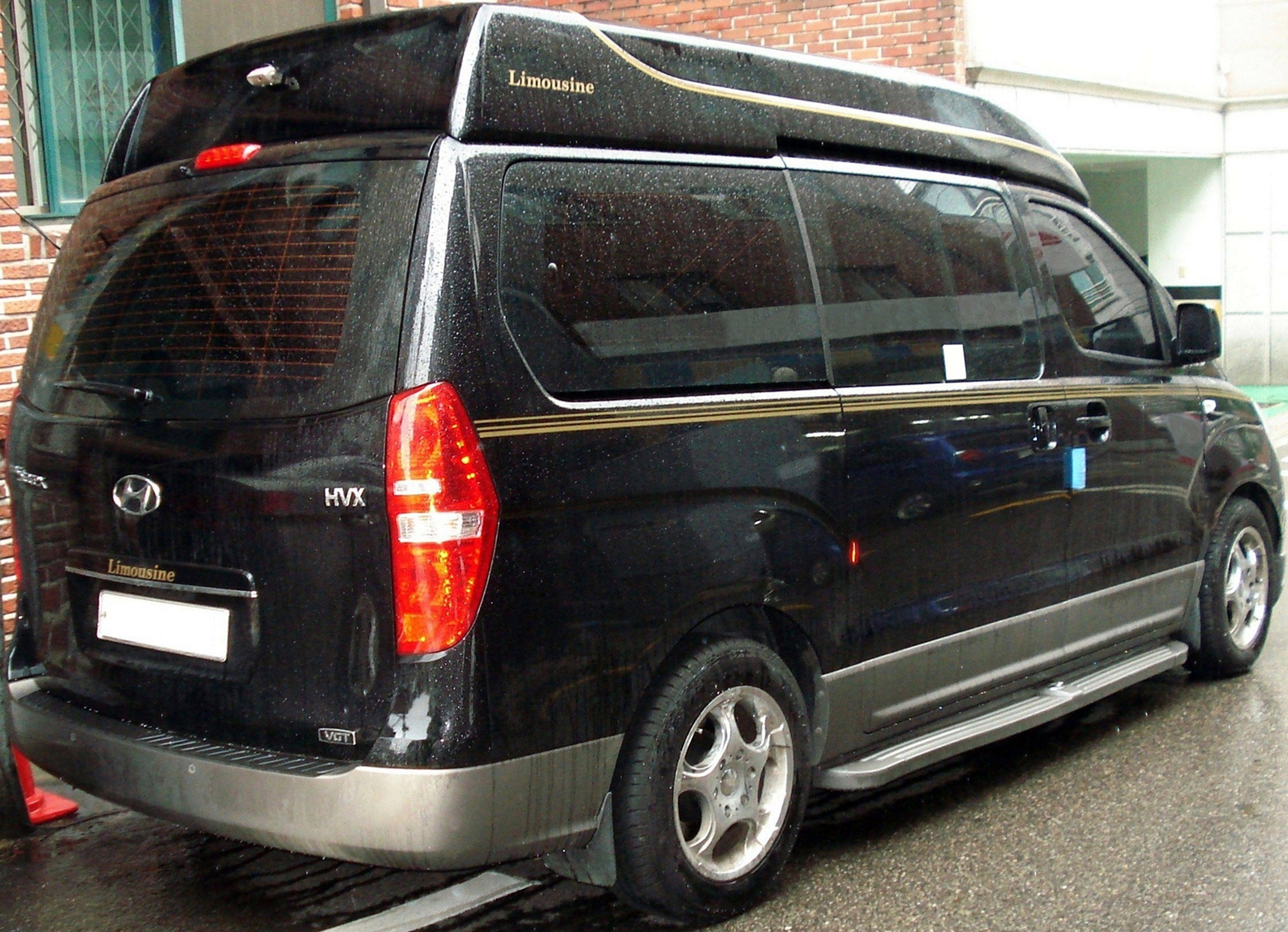
현대 그랜드 스타렉스 리무진 (전기형) 후측면
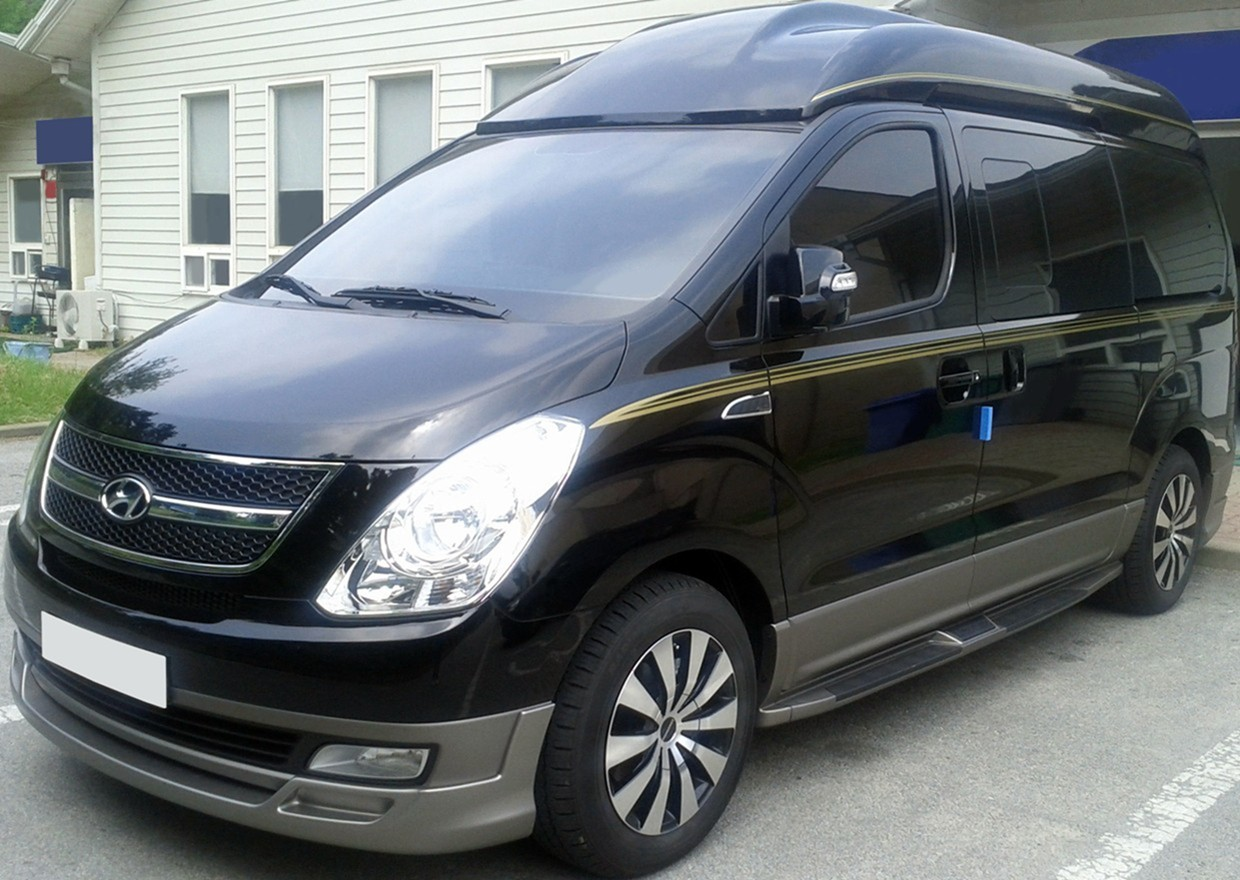
현대 그랜드 스타렉스 리무진 (후기형) 정측면
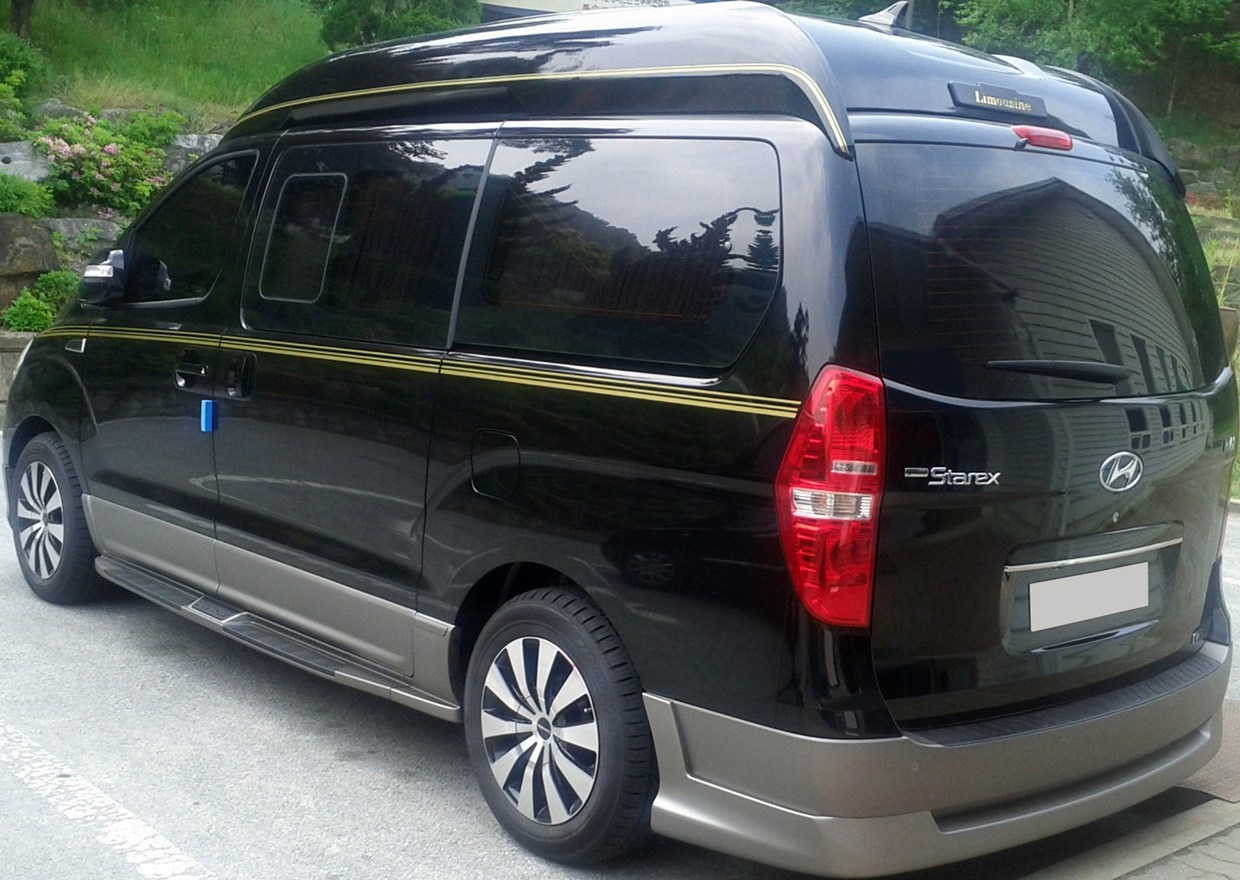
현대 그랜드 스타렉스 리무진 (후기형) 후측면
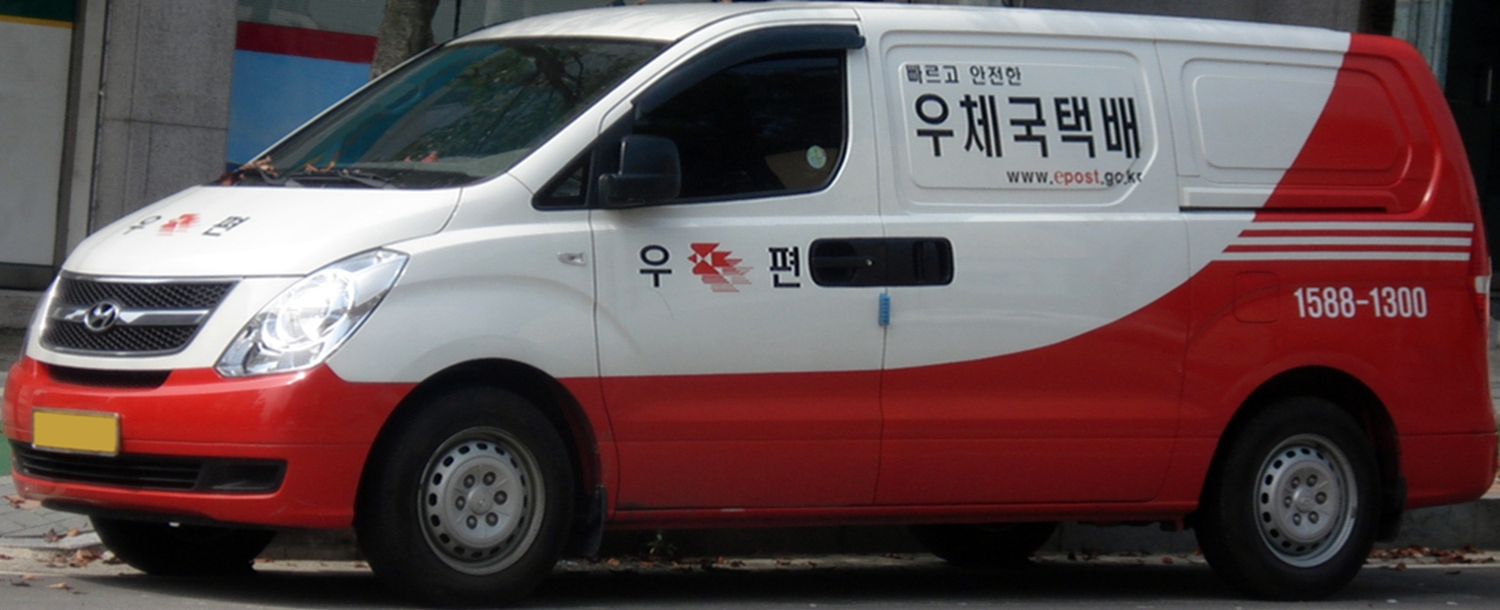
현대 그랜드 스타렉스 우편차 정측면
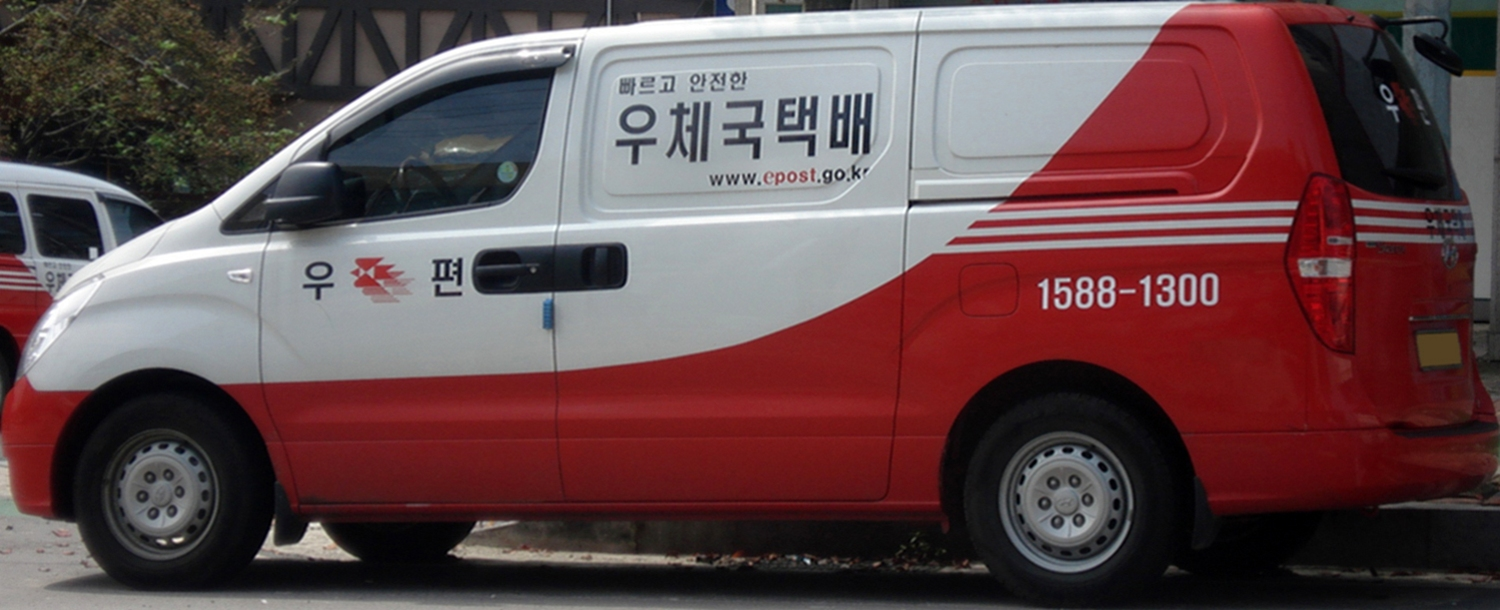
현대 그랜드 스타렉스 우편차 후측면

#### 제원(전기형)
| 구분                 | 2.5ℓ WGT 왜건 2WD                                                    | 2.5ℓ VGT 왜건 2WD                                                                                                 | 2.5ℓ VGT 왜건 4WD                     | 2.5ℓ WGT 밴 2WD                                                                      | 2.5ℓ VGT 밴 2WD                                                                                                   | 2.5ℓ VGT 리무진 2WD/4WD | 2.4ℓ LPI 왜건 2WD | 2.4ℓ LPI 밴 2WD |
| -------------------- | -------------------------------------------------------------------- | --- | ------------------------------------- | ------------------------------------------------------------------------------------ | --- | --- | --- | --- |
| 전장 (mm)            | 5,125                                                                | 5,125 | 5,125                                 | 5,125                                                                                | 5,125 | 5,125 | 5,125 | 5,125 |
| 전폭 (mm)            | 1,920                                                                | 1,920 | 1,920                                 | 1,920                                                                                | 1,920 | 1,970(2007년~2012년) 1,990(2012년~2015년) | 1,920 | 1,920 |
| 전고 (mm)            | 1,925                                                                | 1,925 | 1,970                                 | 1,935                                                                                | 1,935 | 2,180(2007년~2012년 2WD) 2,260(2012년~2015년 2WD) 2,305(2013년~2015년 4WD)                                                                                        | 1,925 | 1,935 |
| 축거 (mm)            | 3,200                                                                | 3,200 | 3,200                                 | 3,200                                                                                | 3,200 | 3,200 | 3,200 | 3,200 |
| 윤거 (전, mm)        | 1,685                                                                | 1,685 | 1,685                                 | 1,685                                                                                | 1,685 | 1,685 | 1,685 | 1,685 |
| 윤거 (후, mm)        | 1,660                                                                | 1,660 | 1,660                                 | 1,660                                                                                | 1,660 | 1,660 | 1,660 | 1,660 |
| 승차 정원            | 11명 12명                                                            | 11명 12명 | 11명 12명                             | 3명 5명                                                                              | 3명 5명 | 11명 | 11명 12명 | 3명 5명 |
| 변속기               | 수동 6단                                                             | 수동 5단 자동 5단                                                                                                 | 자동 5단                              | 수동 6단                                                                             | 수동 5단 자동 5단                                                                                                 | 자동 5단 | 수동 5단 자동 4단 | 수동 5단 자동 4단 |
| 구동 형식            | 후륜구동                                                             | 후륜구동 | 4륜 구동                              | 후륜구동                                                                             | 후륜구동 | 후륜구동 4륜구동 | 후륜구동 | 후륜구동 |
| 연료                 | 디젤                                                                 | 디젤 | 디젤                                  | 디젤                                                                                 | 디젤 | 디젤 | LPG | LPG |
| 배기량 (cc)          | 2,497                                                                | 2,497 | 2,497                                 | 2,497                                                                                | 2,497 | 2,497 | 2,359 | 2,359 |
| 최고 출력 (ps/rpm)   | 140/3,800(수동 6단)                                                  | 174/3,800 (이후 175/3,600(자동 5단)으로 변경)                                                                     | 175/3,600                             | 140/3,800(수동 6단)                                                                  | 174/3,800 (이후 175/3,600(자동 5단)으로 변경)                                                                     | 174/3,800 (이후 175/3,600으로 변경) | 159/5,500 | 159/5,500 |
| 최대 토크 (kg*m/rpm) | 36.0/1,500~2,500(수동 6단)                                           | 41.0/2,000 (이후 46.0/2,000~2,250(자동 5단)으로 변경)                                                             | 46.0/2,000~2,250                      | 36.0/1,500~2,500(수동 6단)                                                           | 41.0/2,000 (이후 46.0/2,000~2,250(자동 5단)으로 변경)                                                             | 41.0/2,000 (이후 46.0/2,000~2,250으로 변경) | 23.0/4,250 | 23.0/4,250 |
| 연료 탱크 용량 (ℓ)   | 75                                                                   | 75 | 75                                    | 75                                                                                   | 75 | 75 | 83 | 83 |
| 요소수 탱크 용량 (ℓ) | -                                                                    | - | -                                     | -                                                                                    | - | - | - | - |
| 공차 중량 (kg)       | 2,205(수동 6단)/ 2,210(수동 6단)                                     | 2,270(수동 5단)/ 2,285(자동 5단), 2,265(수동 5단)/ 2,280(자동 5단) (이후 2,220(자동 5단)/ 2,225(자동 5단)로 변경) | 2,391(자동 5단)/ 2,383(자동 5단)      | 1,990(수동 6단)/ 2,060(수동 6단)                                                     | 2,040(수동 5단)/ 2,055(자동 5단), 2,110(수동 5단)/ 2,120(자동 5단) (이후 2,005(자동 5단)/ 2,070(자동 5단)로 변경) | 2,460(2WD 자동 5단) (이후 2,330(2WD 자동 5단), 2,390(2WD 자동 5단)/ 2,475(4WD 자동 5단)으로 변경)                                                                 | 2,165(수동 5단)/ 2,180(자동 4단)                                                                                        | 1,935(수동 5단)/ 1,950(자동 4단), 2,015(수동 5단)/ 2,030(자동 4단)                                                    |
| 연비 (km/ℓ)          | 12.8(수동 6단) (이후 도심 10.4/고속 11.7/복합 10.9(수동 6단)로 변경) | 11.5(수동 5단)/ 10.5(자동 5단) (이후 11.7(자동 5단), 도심 8.4/고속 11.4/복합 9.5(자동 5단)로 변경)                | 도심 7.8/고속 10.0/복합 8.7(자동 5단) | 12.9(수동 6단) (이후 12.9(수동 6단), 도심 10.6/고속 12.4/복합 11.4(수동 6단)로 변경) | 11.6(수동 5단)/ 10.7(자동 5단) (이후 11.8(자동 5단), 도심 8.6/고속 11.2/복합 9.6(자동 5단)로 변경)                | 10.1(2WD 자동 5단) (이후 도심 8.4/고속 10.6/복합 9.2(2WD 자동 5단), 도심 8.4/고속 10.3/복합 9.2(2WD 자동 5단)/ 도심 7.3/고속 8.9/복합 8.0(4WD 자동 5단)으로 변경) | 7.6(수동 5단)/ 6.8(자동 4단) (이후 도심 6.1/고속 7.3/복합 6.6(수동 5단)/ 도심 5.6/고속 7.4/복합 6.3(자동 4단)으로 변경) | 8.0(수동 5단)/ 7.0(자동 4단) (이후 도심 6.3/고속 7.6/복합 6.8(수동 5단)/ 도심 5.7/고속 7.4/복합 6.4(자동 4단)로 변경) |
| Co2 배출량 (g/km)    | 210(수동 6단) (이후 183으로 변경)                                    | 233(수동 5단)/ 257(자동 5단) (이후 230(자동 5단), 214(자동 5단)로 변경)                                           | 235(자동 5단)                         | 208(수동 6단) (이후 208(수동 6단), 176(수동 6단)로 변경)                             | 232(수동 5단)/ 252(자동 5단) (이후 228(자동 5단), 211(자동 5단)로 변경)                                           | 266(2WD 자동 5단) (이후 222(2WD 자동 5단), 222(2WD 자동 5단)/ 258(4WD 자동 5단)으로 변경)                                                                         | 233(수동 5단)/ 260(자동 4단) (이후 206(수동 5단)/ 218(자동 4단)으로 변경)                                               | 221(수동 5단)/ 254(자동 4단) (이후 199(수동 5단)/ 214(자동 4단)로 변경)                                               |

### 2016 그랜드 스타렉스(2015년8월~2017년12월)

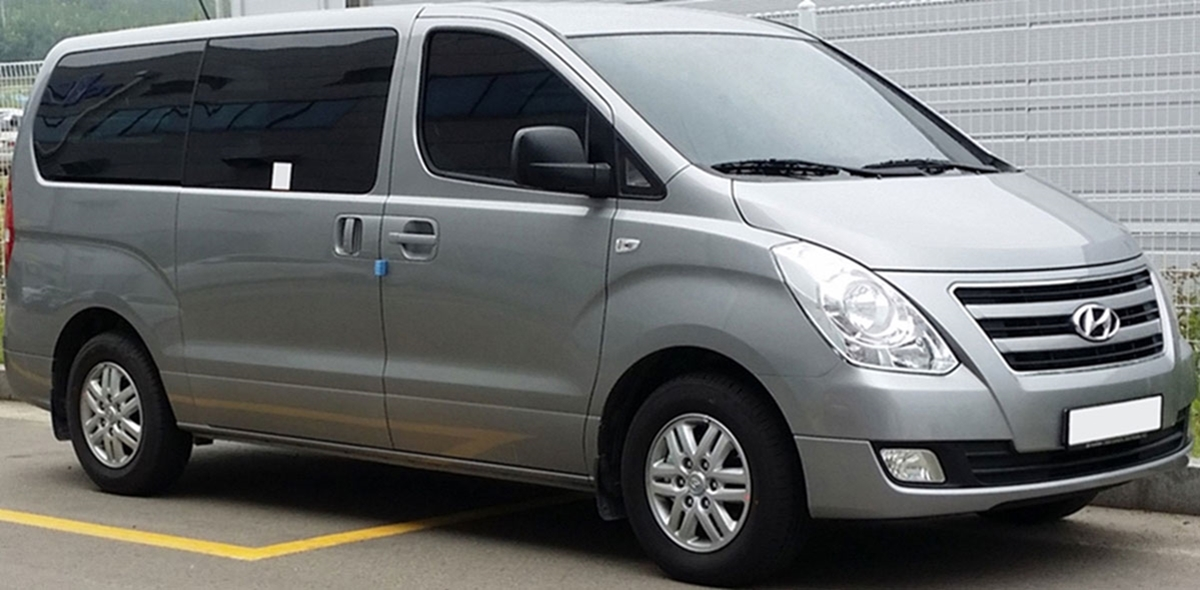
현대 그랜드 스타렉스 (2016년형) 정측면

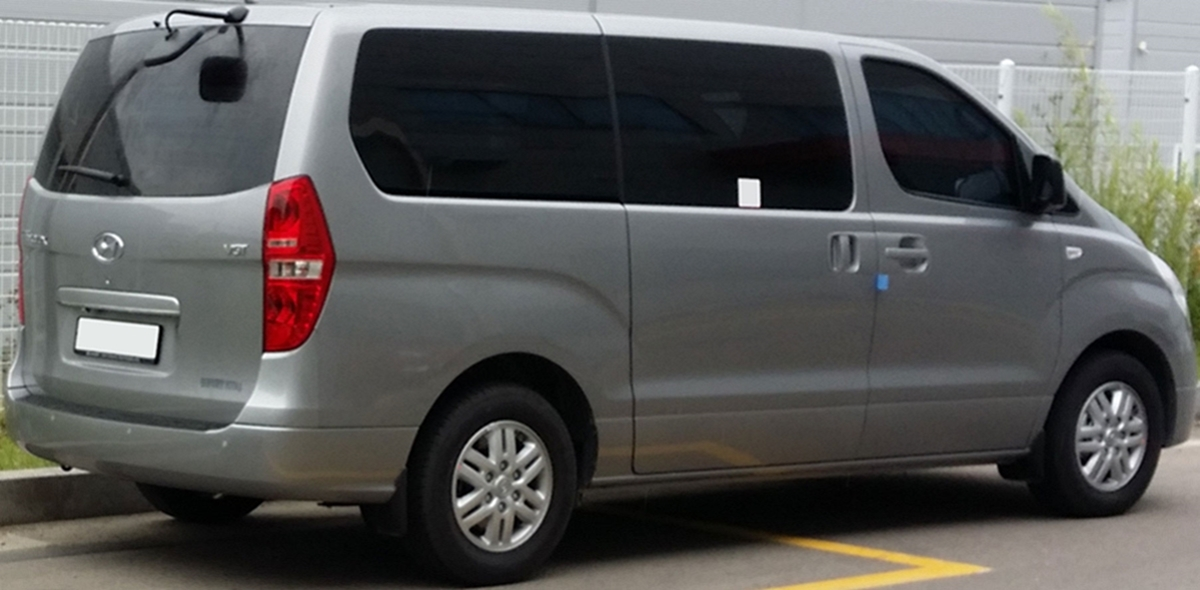
현대 그랜드 스타렉스 (2016년형) 후측면

- 2015년 8월 10일은 약간의 페이스리프트를 거침과 동시에 유로 6 기준을 만족시키는 직렬 4기통 2.5ℓ WGT/VGT 디젤 엔진이 왜건에만 장착되고, 내부 조명이 녹색에서 청색으로 바뀐 2016년형이 선보였다. 전장이 25mm 증가되었으며, 왜건에는 유로 6 기준의 NOx 배출 가스 기준을 만족시키기 위해 SCR(요소수) 시스템이 장착되었다. 아울러 왜건 모든 트림에 액티브 에코 시스템이 적용되었고, 밴을 포함한 모든 트림에 1열 사이드 에어백이 적용되었다. 같은 해 11월은 컨버전 밴인 리무진을 비롯하여 캠핑 카, 어린이 보호차, 냉동차, 앰뷸런스(일반, 특수, 소방형) 등 특장차가 다시 시판되었다. 이지 무브는 요소수 탱크 문제로 추후 출시 예정이다.

- 2015년 12월은 내비게이션이 옵션으로 추가되었다.

- 2016년 8월 26일은 밴 모델에도 유로 6 기준을 충족시킨 직렬 4기통 2.5ℓ WGT/VGT 디젤 엔진이 적용된 2017년형이 출시되었다.

#### 제원(2016년형)
| 구분                 | 2.5ℓ WGT 왜건 2WD                       | 2.5ℓ VGT 왜건 2WD                     | 2.5ℓ VGT 왜건 4WD                     | 2.5ℓ VGT 리무진 2WD/4WD | 2.5ℓ WGT 밴 2WD                                                                                 | 2.5ℓ VGT 밴 2WD                                                                             | 2.4ℓ LPI 왜건 2WD                                                          | 2.4ℓ LPI 밴 2WD                                                            |
| -------------------- | --------------------------------------- | ------------------------------------- | ------------------------------------- | --- | ----------------------------------------------------------------------------------------------- | ------------------------------------------------------------------------------------------- | -------------------------------------------------------------------------- | -------------------------------------------------------------------------- |
| 전장 (mm)            | 5,150                                   | 5,150                                 | 5,150                                 | 5,150 | 5,150                                                                                           | 5,150                                                                                       | 5,150                                                                      | 5,150                                                                      |
| 전폭 (mm)            | 1,920                                   | 1,920                                 | 1,920                                 | 1,920 | 1,920                                                                                           | 1,920                                                                                       | 1,920                                                                      | 1,920                                                                      |
| 전고 (mm)            | 1,925                                   | 1,925                                 | 1,970                                 | 2,260(2WD) 2,305(4WD) | 1,935                                                                                           | 1,935                                                                                       | 1,925                                                                      | 1,935                                                                      |
| 축거 (mm)            | 3,200                                   | 3,200                                 | 3,200                                 | 3,200 | 3,200                                                                                           | 3,200                                                                                       | 3,200                                                                      | 3,200                                                                      |
| 윤거 (전, mm)        | 1,685                                   | 1,685                                 | 1,685                                 | 1,685 | 1,685                                                                                           | 1,685                                                                                       | 1,685                                                                      | 1,685                                                                      |
| 윤거 (후, mm)        | 1,660                                   | 1,660                                 | 1,660                                 | 1,660 | 1,660                                                                                           | 1,660                                                                                       | 1,660                                                                      | 1,660                                                                      |
| 승차 정원            | 11명 12명                               | 11명 12명                             | 11명 12명                             | 11명 | 3명 5명                                                                                         | 3명 5명                                                                                     | 12명                                                                       | 3명 5명                                                                    |
| 변속기               | 수동 6단                                | 자동 5단                              | 자동 5단                              | 자동 5단 | 수동 6단                                                                                        | 자동 5단                                                                                    | 수동 5단 자동 4단                                                          | 수동 5단 자동 4단                                                          |
| 구동 형식            | 후륜구동                                | 후륜구동                              | 4륜구동                               | 후륜구동 4륜구동 | 후륜구동                                                                                        | 후륜구동                                                                                    | 후륜구동                                                                   | 후륜구동                                                                   |
| 연료                 | 디젤                                    | 디젤                                  | 디젤                                  | 디젤 | 디젤                                                                                            | 디젤                                                                                        | LPG                                                                        | LPG                                                                        |
| 배기량 (cc)          | 2,497                                   | 2,497                                 | 2,497                                 | 2,497 | 2,497                                                                                           | 2,497                                                                                       | 2,359                                                                      | 2,359                                                                      |
| 최고 출력 (ps/rpm)   | 140/3,600(수동 6단)                     | 175/3,600(자동 5단)                   | 175/3,600(자동 5단)                   | 175/3,600(자동 5단) | 140/3,600(수동 6단)                                                                             | 175/3,600(자동 5단)                                                                         | 159/5,500                                                                  | 159/5,500                                                                  |
| 최대 토크 (kg*m/rpm) | 36.0/1,500~2,500(수동 6단)              | 46.0/2,000~2,250(자동 5단)            | 46.0/2,000~2,250(자동 5단)            | 46.0/2,000~2,250(자동 5단) | 36.0/1,500~2,500(수동 6단)                                                                      | 46.0/2,000~2,250(자동 5단)                                                                  | 23.0/4,250                                                                 | 23.0/4,250                                                                 |
| 연료 탱크 용량 (ℓ)   | 75                                      | 75                                    | 75                                    | 75 | 75                                                                                              | 75                                                                                          | 83                                                                         | 83                                                                         |
| 요소수 탱크 용량 (ℓ) | 14                                      | 14                                    | 14                                    | 14 | -                                                                                               | -                                                                                           | -                                                                          | -                                                                          |
| 공차 중량 (kg)       | 2,280(수동 6단)                         | 2,295(자동 5단)                       | 2,430(자동 5단)                       | 2,440(자동 5단)/ 2,575(자동 5단) | 1,990(수동 6단)/ 2,060(수동 6단) (이후 2,010(수동 6단)/ 2,090(수동 6단)으로 변경)               | 2,005(자동 5단)/ 2,070(자동 5단) (이후 2,035(자동 5단)/ 2,115(자동 5단)으로 변경)           | 2,165(수동 5단)/ 2,180(자동 4단)                                           | 1,935(수동 5단)/ 1,950(자동 4단), 2,015(수동 5단)/ 2,030(자동 4단)         |
| 연비 (km/ℓ)          | 도심 10.7/고속 12.1/복합 11.3(수동 6단) | 도심 8.8/고속 11.4/복합 9.8(자동 5단) | 도심 8.1/고속 10.4/복합 9.0(자동 5단) | 도심 8.1/고속 9.3/복합 8.6(자동 5단) 도심 7.5/고속 9.2/복합 8.2(자동 5단) (이후 도심 7.8/고속 9.0/복합 8.3(자동 5단) 도심 7.3/고속 8.6/복합 7.8(자동 5단)으로 변경) | 도심 10.6/고속 12.4/복합 11.4(수동 6단) (이후 도심 10.8/고속 12.2/복합 11.4(수동 6단)으로 변경) | 도심 8.6/고속 11.2/복합 9.6(자동 5단) (이후 도심 8.7/고속 11.1/복합 9.6(자동 5단)으로 변경) | 도심 6.1/고속 7.3/복합 6.6(수동 5단)/ 도심 5.6/고속 7.4/복합 6.3(자동 4단) | 도심 6.3/고속 7.6/복합 6.8(수동 5단)/ 도심 5.7/고속 7.4/복합 6.4(자동 4단) |
| Co2 배출량 (g/km)    | 177(수동 6단)                           | 207(자동 5단)                         | 226(자동 5단)                         | 236(자동 5단) 249(자동 5단) (이후 237(자동 5단) 252(자동 5단)으로 변경)                                                                                             | 176(수동 6단) (이후 175(수동 6단)으로 변경)                                                     | 211(자동 5단) (이후 211(자동 5단)으로 변경)                                                 | 206(수동 5단)/ 218(자동 4단)                                               | 199(수동 5단)/ 214(자동 4단)                                               |

### 더 뉴 그랜드 스타렉스(2017년12월~2021년7월)

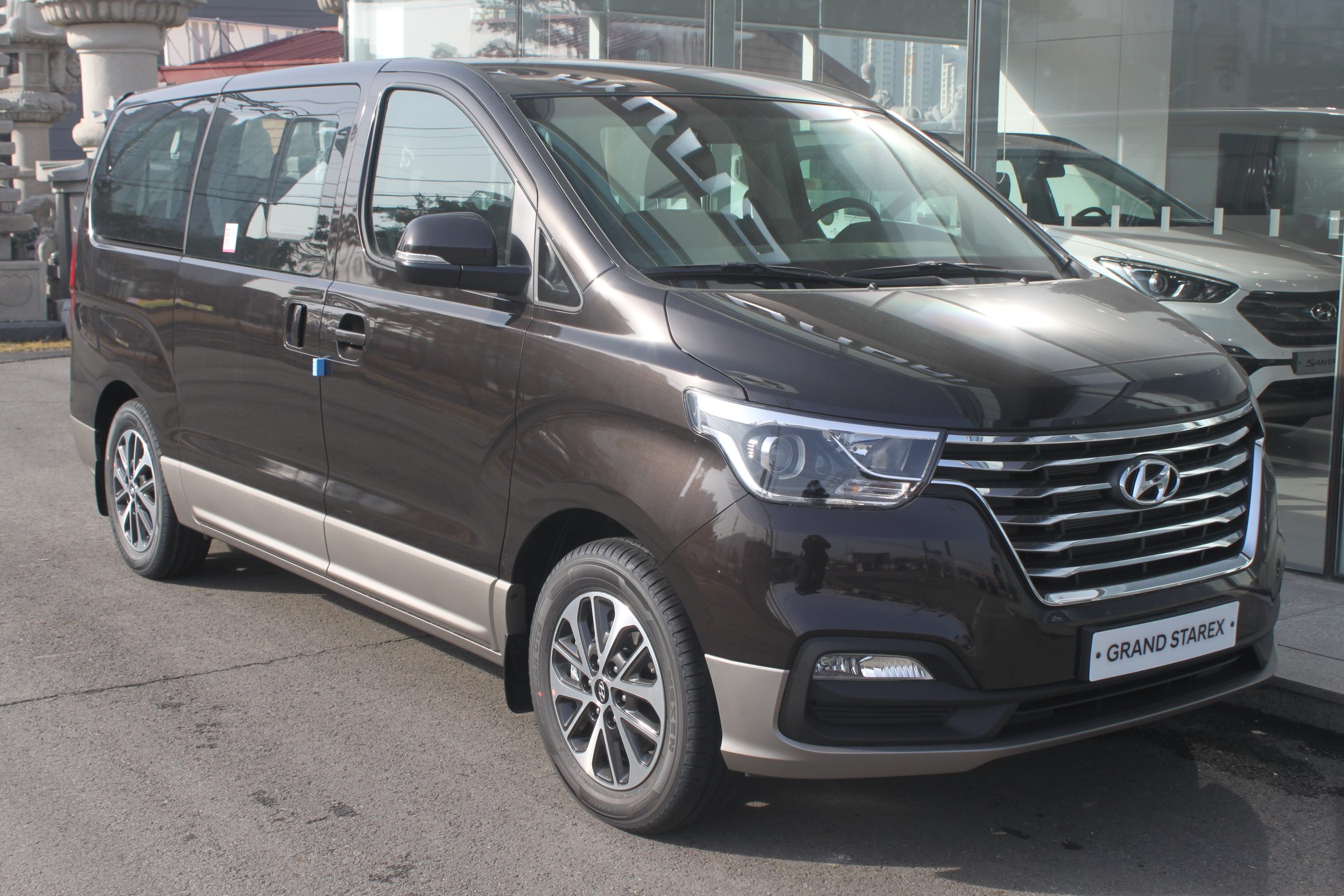
현대 더 뉴 그랜드 스타렉스 정측면

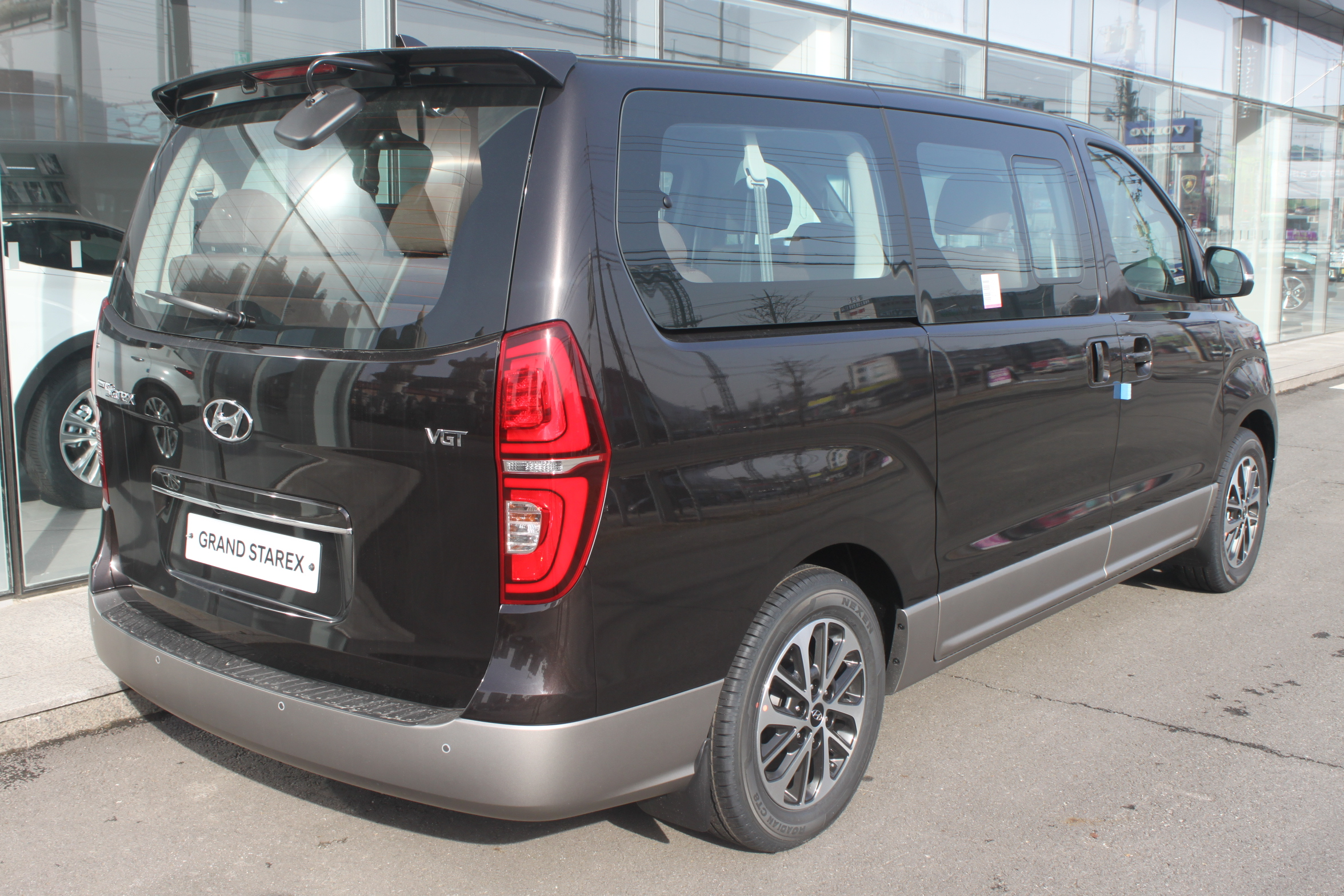
현대 더 뉴 그랜드 스타렉스 후측면

2017년 12월 20일에 페이스리프트를 거치며 차명도 더 뉴 그랜드 스타렉스로 변경하였다. 페이스리프트를 통해 현대자동차의 캐스케이딩 그릴이 적용되었고, 9인승 고급 승용 왜건 사양인 어반이 추가되었다. 어반은 개선된 서스펜션을 기본으로 장착했고,            17인치 알로이휠, 전용 LED 테일램프와 전좌석 3점식 안전벨트 등을 적용했다. 어반은 프리미엄, 프리미엄 스페셜, 익스클루시브 등 3개 트림으로 운영되고, 최상위 트림인 익스클루시브에는 승용차 형태로 디자인된 전용 대시보드 및 그랜저와 같은 디자인의 스티어링 휠이 적용된다. 2019년 8월에 출시된 2020년형은 밴 모델에도 강화된 유로6 기준을 만족시키기 위해 SCR이 장착된 직렬 4기통 A 2.5ℓ WGT(수동)/VGT(자동) 디젤 엔진이 적용되었고, 4륜구동에는 LD가 기본 사양으로 적용되었다. 
2021년 초까지 주문을 받은 후 생산을 중단했으며, 특장차는 2021년 7월까지 병행 생산했다. 후속 모델인 스타리아는 후륜구동인 스타렉스와 달리 전륜구동인지라, 커먼레일 디젤 엔진은 2.5리터 A엔진 대신 177마력 2.2리터 R엔진을 적용한다. 아직 스타리아를 출시하지 않은 국가에서는 여전히 스타렉스가 수출되거나 현지에서 생산되고 있다가, 2022년 12월에 단종되었다.1997

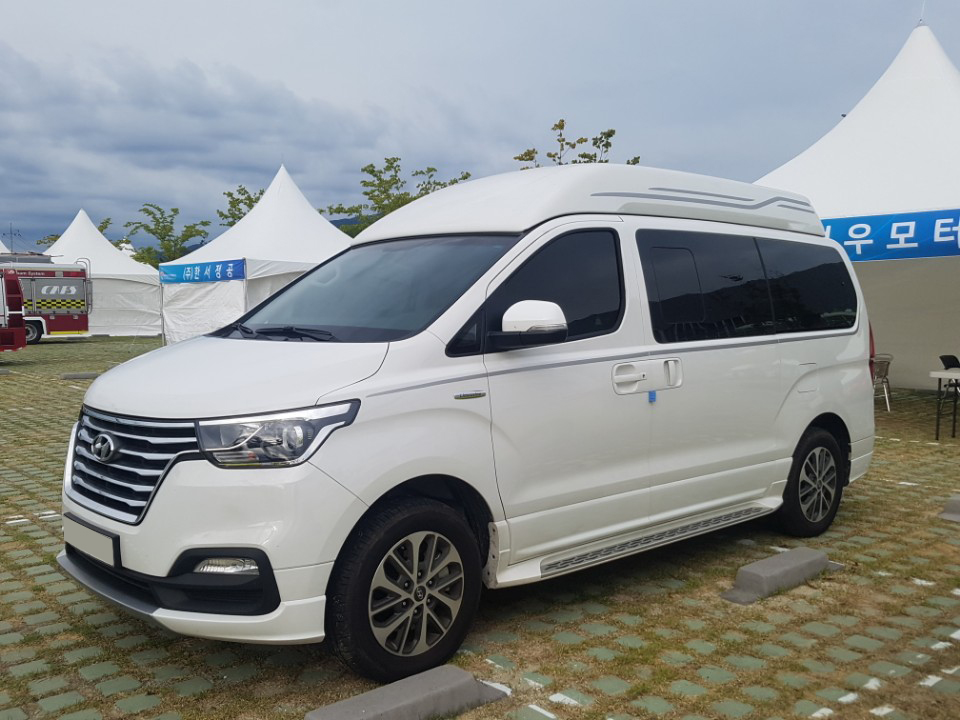
현대 더 뉴 그랜드 스타렉스 리무진 정측면
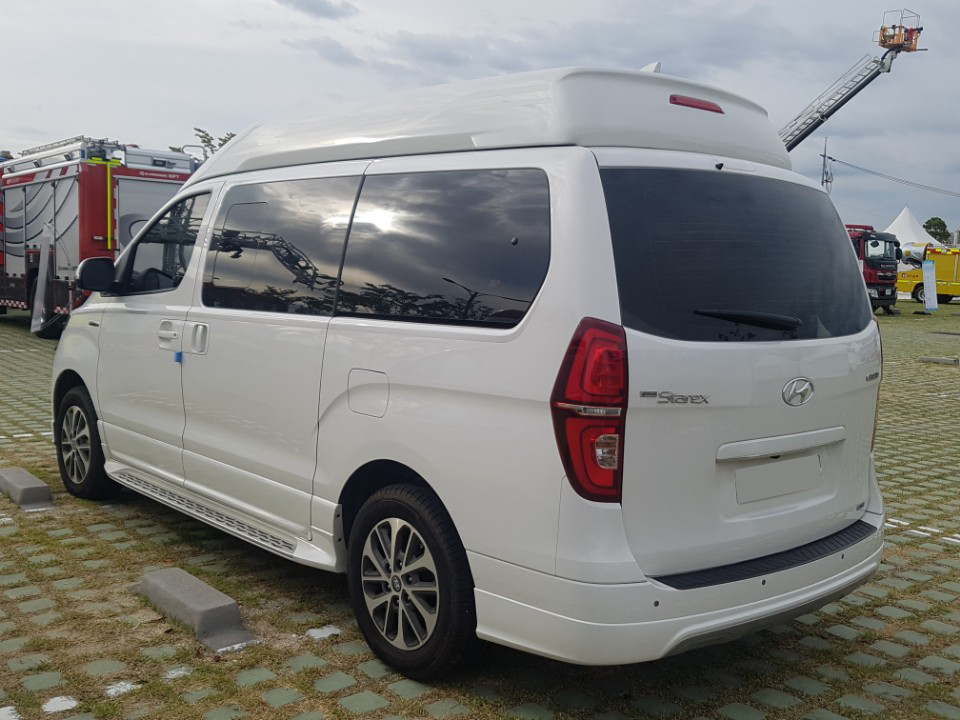
현대 더 뉴 그랜드 스타렉스 리무진 후측면

#### 제원
| 구분                 | 2.5ℓ VGT 어반 2WD                     | 2.5ℓ VGT 어반 4WD                     | 2.5ℓ WGT 왜건 2WD                                                                             | 2.5ℓ VGT 왜건 2WD                                                                         | 2.5ℓ VGT 왜건 4WD                                                                        | 2.5ℓ VGT 리무진 2WD                                                | 2.5ℓ VGT 리무진 4WD                                                | 2.5ℓ WGT 밴 2WD                                                                               | 2.5ℓ VGT 밴 2WD                                                                            | 2.4ℓ LPI 왜건 2WD                    | 2.4ℓ LPI 밴 2WD                      |
| -------------------- | ------------------------------------- | ------------------------------------- | --------------------------------------------------------------------------------------------- | ----------------------------------------------------------------------------------------- | ---------------------------------------------------------------------------------------- | ------------------------------------------------------------------ | ------------------------------------------------------------------ | --------------------------------------------------------------------------------------------- | ------------------------------------------------------------------------------------------ | ------------------------------------ | ------------------------------------ |
| 전장 (mm)            | 5,150                                 | 5,150                                 | 5,150                                                                                         | 5,150                                                                                     | 5,150                                                                                    | 5,175                                                              | 5,175                                                              | 5,150                                                                                         | 5,150                                                                                      | 5,150                                | 5,150                                |
| 전폭 (mm)            | 1,920                                 | 1,920                                 | 1,920                                                                                         | 1,920                                                                                     | 1,920                                                                                    | 2,000                                                              | 2,000                                                              | 1,920                                                                                         | 1,920                                                                                      | 1,920                                | 1,920                                |
| 전고 (mm)            | 1,925                                 | 1,970                                 | 1,925                                                                                         | 1,925                                                                                     | 1,970                                                                                    | 1,925 2,205                                                        | 1,925 2,205                                                        | 1,935                                                                                         | 1,935                                                                                      | 1,925                                | 1,935                                |
| 축거 (mm)            | 3,200                                 | 3,200                                 | 3,200                                                                                         | 3,200                                                                                     | 3,200                                                                                    | 3,200                                                              | 3,200                                                              | 3,200                                                                                         | 3,200                                                                                      | 3,200                                | 3,200                                |
| 윤거 (전, mm)        | 1,685                                 | 1,685                                 | 1,685                                                                                         | 1,685                                                                                     | 1,685                                                                                    | 1,685                                                              | 1,685                                                              | 1,685                                                                                         | 1,685                                                                                      | 1,685                                | 1,685                                |
| 윤거 (후, mm)        | 1,660                                 | 1,660                                 | 1,660                                                                                         | 1,660                                                                                     | 1,660                                                                                    | 1,660                                                              | 1,660                                                              | 1,660                                                                                         | 1,660                                                                                      | 1,660                                | 1,660                                |
| 승차 정원            | 9명                                   | 9명                                   | 11명 12명                                                                                     | 11명 12명                                                                                 | 11명 12명                                                                                | 6명 9명                                                            | 6명 9명                                                            | 3명 5명                                                                                       | 3명 5명                                                                                    | 12명                                 | 3명 5명                              |
| 변속기               | 자동 5단                              | 자동 5단                              | 수동 6단                                                                                      | 자동 5단                                                                                  | 자동 5단                                                                                 | 자동 5단                                                           | 자동 5단                                                           | 수동 6단                                                                                      | 자동 5단                                                                                   | 자동 4단                             | 자동 4단                             |
| 구동 형식            | 후륜구동                              | 4륜구동                               | 후륜구동                                                                                      | 후륜구동                                                                                  | 4륜구동                                                                                  | 후륜구동                                                           | 4륜구동                                                            | 후륜구동                                                                                      | 후륜구동                                                                                   | 후륜구동                             | 후륜구동                             |
| 연료                 | 디젤                                  | 디젤                                  | 디젤                                                                                          | 디젤                                                                                      | 디젤                                                                                     | 디젤                                                               | 디젤                                                               | 디젤                                                                                          | 디젤                                                                                       | LPG                                  | LPG                                  |
| 배기량 (cc)          | 2,497                                 | 2,497                                 | 2,497                                                                                         | 2,497                                                                                     | 2,497                                                                                    | 2,497                                                              | 2,497                                                              | 2,497                                                                                         | 2,497                                                                                      | 2,359                                | 2,359                                |
| 최고 출력 (ps/rpm)   | 175/3,600(자동 5단)                   | 175/3,600(자동 5단)                   | 140/3,600(수동 6단)                                                                           | 175/3,600(자동 5단)                                                                       | 175/3,600(자동 5단)                                                                      | 175/3,600(자동 5단)                                                | 175/3,600(자동 5단)                                                | 140/3,600(수동 6단)                                                                           | 175/3,600(자동 5단)                                                                        | 159/5,500(자동 4단)                  | 159/5,500(자동 4단)                  |
| 최대 토크 (kg*m/rpm) | 46.0/2,000~2,250(자동 5단)            | 46.0/2,000~2,250(자동 5단)            | 36.0/1,500~2,500(수동 6단)                                                                    | 46.0/2,000~2,250(자동 5단)                                                                | 46.0/2,000~2,250(자동 5단)                                                               | 46.0/2,000~2,250(자동 5단)                                         | 46.0/2,000~2,250(자동 5단)                                         | 36.0/1,500~2,500(수동 6단)                                                                    | 46.0/2,000~2,250(자동 5단)                                                                 | 23.0/4,250(자동 4단)                 | 23.0/4,250(자동 4단)                 |
| 연료 탱크 용량 (ℓ)   | 75                                    | 75                                    | 75                                                                                            | 75                                                                                        | 75                                                                                       | 75                                                                 | 75                                                                 | 75                                                                                            | 75                                                                                         | 83                                   | 83                                   |
| 요소수 탱크 용량 (ℓ) | 14                                    | 14                                    | 14                                                                                            | 14                                                                                        | 14                                                                                       | 14                                                                 | 14                                                                 | 14                                                                                            | 14                                                                                         | -                                    | -                                    |
| 공차 중량 (kg)       | 2,320(자동 5단)                       | 2,430(자동 5단)                       | 2,250(수동 6단) (이후 2,280(수동 6단)로 변경)                                                 | 2,280(자동 5단) (이후 2,295(자동 5단)로 변경)                                             | 2,435(자동 5단) (이후 2,430(자동 5단)로 변경)                                            | 2,510(자동 5단)/ 2,500(자동 5단), 2,460(자동 5단)/ 2,420(자동 5단) | 2,620(자동 5단)/ 2,615(자동 5단), 2,575(자동 5단)/ 2,530(자동 5단) | 2,010(수동 6단)/ 2,090(수동 6단) (이후 2,035(수동 6단)/ 2,090(수동 6단)로 변경)               | 2,035(자동 5단)/ 2,115(자동 5단) (이후 2,035(자동 5단)/ 2,115(자동 5단)로 변경)            | 2,180(자동 4단)                      | 1,950(자동 4단)/ 2,030(자동 4단)     |
| 연비 (km/ℓ)          | 도심 8.4/고속 11.0/복합 9.4(자동 5단) | 도심 8.0/고속 10.3/복합 8.9(자동 5단) | 도심 10.3/고속 11.8/복합 10.9(수동 6단) (이후 도심 10.2/고속 11.6/복합 10.8(수동 6단)로 변경) | 도심 8.6/고속 11.3/복합 9.7(자동 5단) (이후 도심 8.5/고속 11.0/복합 9.5(자동 5단)로 변경) | 도심 8.0/고속 10.2/복합 8.9(자동 5단) (이후 도심 7.8/고속 9.9/복합 8.7(자동 5단)로 변경) | 도심 7.9/고속 10.5/복합 8.9(자동 5단)                              | 도심 7.6/고속 9.4/복합 8.3(자동 5단)                               | 도심 10.4/고속 11.8/복합 11.0(수동 6단) (이후 도심 10.5/고속 11.8/복합 11.0(수동 6단)로 변경) | 도심 8.4/고속 10.7/복합 9.3(자동 5단) (이후 도심 9.0/고속 11.4/복합 10.0(자동 5단)로 변경) | 도심 5.4/고속 7.3/복합 6.1(자동 4단) | 도심 5.6/고속 7.2/복합 6.2(자동 4단) |
| Co2 배출량 (g/km)    | 210(자동 5단)                         | 220(자동 5단)                         | 177(수동 6단) (이후 179(수동 6단)로 변경)                                                     | 203(자동 5단) (이후 207(자동 5단)로 변경)                                                 | 222(자동 5단) (이후 227(자동 5단)로 변경)                                                | 222(자동 5단)                                                      | 237(자동 5단)                                                      | 175(수동 6단)                                                                                 | 211(자동 5단) (이후 196(자동 5단)로 변경)                                                  | 218(자동 4단)                        | 214(자동 4단)                        |

## 역대 슬로건

### 1세대(A1)
- 패밀리 왜건 (스타렉스)

### 2세대(TQ)
- Enjoy Everything (그랜드 스타렉스)

## 마을 버스로의 사용
스타렉스를 전국적으로 마을버스로 운영하는 업체는 경기도 화성시의 제부마을버스, 서울특별시의 대진여객, 전라남도 완도군의 생일마을버스 등이 있으며, 구례군에도 스타렉스를 마을버스로 사용하고 있다. 또는 신안군 공영버스로 일부 섬지역에서만 운행한다. 그리고 경기도 고양시의 원당교통도 스타렉스를 마을버스로 사용하고 있다. 또한, 다른 농어촌 지역의 도농복합시, 군 지역에도 스타렉스를 공영버스로 사용한다. 참고로 남정여객에서 073번 버스 노선에 운행하고 있었던 스타렉스 차량은 자일대우 레스타 차량으로 이미 대차한 바 있다.

## 라인업

### 1세대
1997년~1998년
- RV 9인승 왜건 : SV, SVX, HSV
- RV 7인승 왜건 : HSV
- 점보 9인승 왜건 : SV, SVX
- 점보 11인승 왜건 : SV, SVX
- 점보 12인승 왜건 : SV, SVX

1998년~2000년
- RV 7인승 왜건 : 클럽, 4WD 클럽
- RV 9인승 왜건 : SV, SVX, 4WD SVX, 클럽, 4WD 클럽
- 점보 9인승 왜건 : SV, SVX, 클럽
- 점보 11/12인승 왜건 : SV, SVX
- 점보 3/6인승 밴 : SV, SVX

2000년~2001년
- RV 7인승 왜건 : 클럽, 4WD 클럽
- RV 9인승 왜건 : SV, SVX, 4WD SVX, 클럽, 4WD 클럽
- RV 3/6인승 밴 : SV, SVX
- 점보 9인승 왜건 : SV, SVX, 클럽
- 점보 11/12인승 왜건 : SV, SVX
- 점보 3/6인승 밴 : SV, SVX

2001년~2003년
- RV 7인승 왜건 : 클럽, 4WD 클럽
- RV 9인승 왜건 : SV, SVX 멀티, SVX, 4WD SVX, 클럽, 4WD 클럽
- 점보 9인승 왜건 : SV, SVX 멀티, SVX, 클럽
- 점보 11/12인승 왜건 : SV, SVX 멀티, SVX
- 점보 3/6인승 밴 : SV, SVX
- 리무진

2004년~2007년
- RV 7인승 왜건 : 골드, 4WD 골드
- RV 9인승 왜건 : GX, GRX, 4WD GRX, 골드 블랙 스페셜, 골드, 4WD 골드
- RV 3인승 밴 : GX, GRX
- RV 9인승 리무진 : 4WD 골드
- 점보 9인승 왜건 : GX, GRX 멀티, GRX, 클럽
- 점보 11/12인승 왜건 : GX, GRX 멀티, GRX
- 점보 3/6인승 밴 : GX, GRX
- 점보 6/9인승 리무진 : 클럽
- 점보 9인승 리무진 디럭스 : GRX

### 2세대
2007년~2008년
- 11인승 왜건(VGT) : CVX 럭셔리, CVX 프리미엄, HVX 프리미엄
- 12인승 왜건(VGT) : CVX 밸류, CVX 디럭스, CVX 럭셔리, CVX 프리미엄
- 3인승 밴(VGT) : CVX 밸류, CVX 디럭스, CVX 럭셔리, CVX 프리미엄
- 5인승 밴(VGT) : CVX 밸류, CVX 디럭스, CVX 럭셔리, CVX 프리미엄
- 리무진

2008년~2010년
- 11인승 왜건(VGT) : CVX 럭셔리, CVX 프리미엄, HVX 프리미엄, HVX 프리미엄 레저 팩
- 12인승 왜건(VGT) : CVX 밸류, CVX 디럭스, CVX 럭셔리, CVX 프리미엄
- 12인승 왜건(LPI) : CVX 밸류, CVX 디럭스, CVX 럭셔리, CVX 프리미엄
- 3인승 밴(VGT) : CVX 밸류, CVX 디럭스, CVX 럭셔리, CVX 프리미엄
- 3인승 밴(LPI) : CVX 밸류, CVX 디럭스, CVX 럭셔리, CVX 프리미엄
- 5인승 밴(VGT) : CVX 밸류, CVX 디럭스, CVX 럭셔리, CVX 프리미엄
- 5인승 밴(LPI) : CVX 밸류, CVX 디럭스, CVX 럭셔리, CVX 프리미엄
- 리무진

2010년~2011년
- 11인승 왜건(VGT) : CVX 럭셔리, CVX 프리미엄, HVX VIP 팩
- 12인승 왜건(VGT) : CVX 밸류, CVX 디럭스, CVX 럭셔리, CVX 프리미엄
- 12인승 왜건(LPI) : CVX 럭셔리
- 3인승 밴(VGT) : CVX 밸류, CVX 디럭스, CVX 럭셔리
- 3인승 밴(LPI) : CVX 럭셔리
- 5인승 밴(VGT) : CVX 디럭스, CVX 럭셔리, CVX 프리미엄
- 5인승 밴(LPI) : CVX 럭셔리
- 리무진

2011년~2013년
- 11인승 왜건(WGT) : CVX 럭셔리, CVX 프리미엄
- 11인승 왜건(VGT) : CVX 럭셔리, CVX 프리미엄, HVX VIP 팩
- 12인승 왜건(WGT) : CVX 디럭스, CVX 럭셔리, CVX 프리미엄
- 12인승 왜건(VGT) : CVX 디럭스, CVX 럭셔리, CVX 프리미엄
- 12인승 왜건(LPI) : CVX 럭셔리
- 3인승 밴(WGT) : CVX 디럭스, CVX 럭셔리
- 3인승 밴(VGT) : CVX 디럭스, CVX 럭셔리
- 3인승 밴(LPI) : CVX 럭셔리
- 5인승 밴(WGT) : CVX 디럭스, CVX 럭셔리, CVX 프리미엄
- 5인승 밴(VGT) : CVX 디럭스, CVX 럭셔리, CVX 프리미엄
- 5인승 밴(LPI) : CVX 럭셔리
- 리무진

2013년~2014년
- 11인승 왜건(WGT) : CVX 럭셔리, CVX 프리미엄
- 11인승 왜건(VGT) : CVX 럭셔리, CVX 프리미엄, 4WD CVX 럭셔리, 4WD CVX 프리미엄, HVX VIP 패키지, 4WD HVX VIP 패키지
- 12인승 왜건(WGT) : CVX 디럭스, CVX 럭셔리, CVX 프리미엄
- 12인승 왜건(VGT) : CVX 디럭스, CVX 럭셔리, CVX 프리미엄, 4WD CVX 디럭스, 4WD CVX 럭셔리, 4WD CVX 프리미엄
- 12인승 왜건(LPI) : CVX 럭셔리
- 3인승 밴(WGT) : CVX 디럭스, CVX 럭셔리
- 3인승 밴(VGT) : CVX 디럭스, CVX 럭셔리
- 3인승 밴(LPI) : CVX 럭셔리
- 5인승 밴(WGT) : CVX 디럭스, CVX 럭셔리, CVX 프리미엄
- 5인승 밴(VGT) : CVX 디럭스, CVX 럭셔리, CVX 프리미엄
- 5인승 밴(LPI) : CVX 럭셔리
- 리무진

2014년~2014년
- 11인승 왜건(WGT) : CVX 럭셔리, CVX 프리미엄
- 11인승 왜건(VGT) : CVX 럭셔리, CVX 프리미엄, 4WD CVX 럭셔리, 4WD CVX 프리미엄, HVX VIP 패키지, 4WD HVX VIP 패키지
- 12인승 왜건(WGT) : CVX 디럭스, CVX 럭셔리, CVX 프리미엄
- 12인승 왜건(VGT) : CVX 디럭스, CVX 럭셔리, CVX 프리미엄, 4WD CVX 디럭스, 4WD CVX 럭셔리, 4WD CVX 프리미엄
- 12인승 왜건(LPI) : CVX 럭셔리
- 15인승 왜건(VGT) 어린이버스 : CVX 럭셔리, 4WD CVX 럭셔리
- 3인승 밴(WGT) : CVX 디럭스, CVX 럭셔리
- 3인승 밴(VGT) : CVX 디럭스, CVX 럭셔리
- 3인승 밴(LPI) : CVX 럭셔리
- 5인승 밴(WGT) : CVX 디럭스, CVX 럭셔리, CVX 프리미엄
- 5인승 밴(VGT) : CVX 디럭스, CVX 럭셔리, CVX 프리미엄
- 5인승 밴(LPI) : CVX 럭셔리
- 리무진

2014년~2015년
- 11인승 왜건(WGT) : 럭셔리, 프리미엄
- 11인승 왜건(VGT) : 럭셔리, 프리미엄, 4WD 럭셔리, 4WD 프리미엄, VIP 패키지, 4WD VIP 패키지
- 12인승 왜건(WGT) : 디럭스, 럭셔리, 프리미엄
- 12인승 왜건(VGT) : 디럭스, 럭셔리, 프리미엄, 4WD 디럭스, 4WD 럭셔리, 4WD 프리미엄
- 12인승 왜건(LPI) : 럭셔리
- 15인승 왜건(VGT) 어린이버스 : 럭셔리, 4WD 럭셔리
- 3인승 밴(WGT) : 디럭스, 럭셔리
- 3인승 밴(VGT) : 디럭스, 럭셔리
- 3인승 밴(LPI) : 럭셔리
- 5인승 밴(WGT) : 디럭스, 럭셔리, 프리미엄
- 5인승 밴(VGT) : 디럭스, 럭셔리, 프리미엄
- 5인승 밴(LPI) : 럭셔리
- 리무진

2015년~2017년
- 11인승 왜건(WGT) : 기본형, 스마트
- 11인승 왜건(VGT) : 기본형, 스마트, 모던, 모던 스페셜, 4WD 스마트, 4WD 모던, 4WD 모던 스페셜
- 12인승 왜건(WGT) : 기본형, 스마트
- 12인승 왜건(VGT) : 기본형, 스마트, 모던, 모던 스페셜, 4WD 스마트, 4WD 모던, 4WD 모던 스페셜
- 12인승 왜건(LPI) : 스마트
- 15인승 왜건(VGT) 어린이버스 : 기본형, 스마트, 모던, 4WD 기본형, 4WD 스마트, 4WD 모던
- 15인승 왜건(LPI) 어린이버스 : 스마트
- 3인승 밴(WGT) : 기본형, 스마트, 모던
- 3인승 밴(VGT) : 기본형, 스마트, 모던
- 3인승 밴(LPI) : 스마트
- 5인승 밴(WGT) : 기본형, 스마트, 모던
- 5인승 밴(VGT) : 기본형, 스마트, 모던
- 5인승 밴(LPI) : 스마트
- 리무진
- 하이루프

2017년~2023년
- 9인승 어반(VGT) : 프리미엄, 프리미엄 스페셜, 익스클루시브, 4WD 프리미엄, 4WD 프리미엄 스페셜, 4WD 익스클루시브
- 11인승 왜건(WGT) : 스타일, 스마트
- 11인승 왜건(VGT) : 스타일, 스마트, 모던, 4WD 스마트, 4WD 모던
- 12인승 왜건(WGT) : 스타일, 스마트
- 12인승 왜건(VGT) : 스타일, 스마트, 모던, 4WD 스마트, 4WD 모던
- 12인승 왜건(LPI) : 스마트
- 15인승 왜건(VGT) 어린이버스 : 기본형, 스마트, 모던, 4WD 기본형, 4WD 스마트, 4WD 모던
- 15인승 왜건(LPI) 어린이버스 : 스마트
- 3인승 밴(WGT) : 스타일, 스마트
- 3인승 밴(VGT) : 스타일, 스마트
- 3인승 밴(LPI) : 스마트
- 5인승 밴(WGT) : 스타일, 스마트
- 5인승 밴(VGT) : 스타일, 스마트, 모던
- 5인승 밴(LPI) : 스마트
- 리무진
- 하이루프
- 특장차

## 제원
- 스타렉스 RV

| 구분               | 2.6 디젤      | 2.5 TCI 디젤      | 2.5 Turbo 디젤      | 2.5 CRDI 디젤      | 3.0 LPG                  | 2.4 MPI               | 2.4 LPI               |
| ------------------ | ------------- | ----------------- | ------------------- | ------------------ | ------------------------ | --------------------- | --------------------- |
| 연료               | 디젤          | 디젤              | 디젤                | 디젤               | LPG                      | 가솔린                | LPG                   |
| 엔진형식           | D4BB 2.6 디젤 | D4BH 2.5 TCI 디젤 | D4BF 2.5 Turbo 디젤 | D4CB 2.5 CRDI 디젤 | L6AT V6 3.0 MPI SOHC LPG | G4CS 2.4 MPI SOHC GSL | L4CS 2.4 MPI SOHC LPI |
| 배기량(cc)         | 2,607         | 2,476             | 2,476               | 2,497              | 2,972                    | 2,351                 | 2,351                 |
| 최고출력(ps/rpm)   | 83/4,000      | 103/3,800         | 85/4,200            | 145/4,000          | 135/4,500                | 115/4,500             | 98/4,500              |
| 최대토크(kg*m/rpm) | 17.0/2,200    | 24.0/2,000        | 20.0/2,000          | 33.0/2,500         | 23.0/2,500               | 19.3/2,500            | 19.4/2,000            |

## 미디어 속의 스타렉스
- 터닝메카드W에서 2세대 그랜드 스타렉스가 하이드론이라는 이름으로 나온다.
- 헬로 카봇에서 2세대 그랜드 스타렉스가 댄디라는 이름으로 나왔었다.
- 영화 청년경찰에서 1세대 초록색 스타렉스가 등장하며, 산부인과 차량으로 2세대 그랜드 스타렉스가 등장한다.
- 영화 엑스트라의 후반부에 대거 등장하며, 이 영화가 스타렉스가 출시 때 제작된 만큼 현대자동차의 PPL일 가능성이 크다.
- SBS 드라마 순풍산부인과에서는 스타렉스 점보 9인승이 나온다.
- SBS 드라마 피아노에서는 스타렉스 점보 9인승과 스타렉스 점보 12인승과 스타렉스 초록색 구급차가 등장한다.
- SBS 드라마 아내의 유혹에서는 스타렉스 점보 12인승이 등장한다.
- SBS 드라마 두 아내에서는 스타렉스 점보 12인승 유치원 어린이집 승합차가 등장한다.
- MBC 드라마 반짝반짝 빛나는에서는 스타렉스 점보 12인승이 나온다.
- KBS 드라마 왕가네 식구들에서는 1세대 그랜드 스타렉스가 나온다.
- KBS 드라마 산 너머 남촌에는 2에서는 1세대 그랜드 스타렉스가 나온다.
- KBS 드라마 고양이는 있다에서는 1세대 그랜드 스타렉스가 나온다.
- SBS 드라마 풍문으로 들었소에서는 스타렉스 점보 9인승이 나온다.
- MBC 드라마 돌아온 복단지에서는 스타렉스 점보 9인승이 나온다.
- SBS 드라마 언니는 살아있다에서는 병원 앰블런스 차량 스타렉스 점보 특수 사설 초록색 구급차가 등장하며, 1세대 그랜드 스타렉스가 등장한다.
- KBS 드라마 무궁화 꽃이 피었습니다에서는 1세대 그랜드 스타렉스가 나온다.
- MBC 드라마 이별이 떠났다에서는 2세대 더 뉴 그랜드 스타렉스가 나온다.
- SBS 드라마 나도 엄마야에서는 1세대 그랜드 스타렉스가 나온다.
- SBS 드라마 훈남정음에서는 스타렉스 점보 12인승 다이빙연맹협회 승합차가 등장한다.
- SBS 드라마 강남스캔들에서는 1세대 그랜드 스타렉스가 나온다.
- KBS 드라마 왼손잡이 아내에서는 스타렉스 점보 12인승이 등장하며, 1세대 그랜드 스타렉스가 등장한다.
- SBS 드라마 수상한 장모에서는 1세대 그랜드 스타렉스가 나온다.
- SBS 드라마 열혈사제에서는 1세대 그랜드 스타렉스가 나온다.
- KBS 드라마 태양의 계절에서는 1세대 그랜드 스타렉스가 나온다.
- KBS 드라마 꽃길만 걸어요에서는 1세대 그랜드 스타렉스가 검찰 차량 2대 승합차로 등장한다.
- KBS 드라마 기막힌 유산에서는 1세대 그랜드 스타렉스가 나온다.
- KBS 드라마 누가 뭐래도에서는 1세대 그랜드 스타렉스와 2세대 더 뉴 그랜드 스타렉스가 나온다.
- KBS 드라마 오케이 광자매에서는 2세대 더 뉴 그랜드 스타렉스가 나온다.
- MBC 드라마 두번째 남편에서는 1세대 그랜드 스타렉스와 2세대 더 뉴 그랜드 스타렉스가 나온다.
- KBS 드라마 빨강구두에서는 2세대 더 뉴 그랜드 스타렉스가 나온다.
- KBS 드라마 태풍의 신부에서는 2세대 더 뉴 그랜드 스타렉스 9인승 어반 승합차가 등장한다.
- SBS 드라마 7인의 탈출에서는 1세대 그랜드 스타렉스와 2세대 그랜드 스타렉스가 등장한다.
- MBC 드라마 세번째 결혼에서는 2세대 그랜드 스타렉스가 등장한다.
- 교양 인생법정 이것은 실화다 콥스에서 사건이나 재연 상황을 촬영할 때 1세대 그랜드 스타렉스가 경찰 형사의 수사용 차량과 범죄 차량으로 자주 등장한다.
- 교양 기막힌 이야기 실제상황에서 사건이나 재연 상황을 촬영할 때 1세대 그랜드 스타렉스가 경찰 형사의 수사용 차량과 범죄 차량으로 자주 등장한다.
- 교양 모큐드라마 싸인에서 현실과 허구적인 상황이 뒤섞어 모티브한 사건을 제작할때 2세대 그랜드 스타렉스가 다소 디테일한 경찰차로 분장한 형사들의 차로 등장한다.
- 영화 아수라에서 마약 운반용 차량으로 1세대 스타렉스의 페이스리프트 모델이 나왔지만 덤프트럭에 부딪힌 후 전복되어 폭발한다.

## 경쟁 차종
- 현대자동차 - 쏠라티
- 르노 - 마스터
- 이베코 - 데일리
- 메르세데스-벤츠 - 스프린터

## 같이 보기
- 현대 그레이스 - 동급 모델
- 현대 스타리아 - 후속 모델
- 현대 리베로 - 1세대 한정 트럭 모델
- 현대 쏠라티 - 상급 모델